# マンソリー
マンソリー（Mansory ）は、ドイツに本社を置く自動車チューニングメーカーである。コーロッシュ・マンソリー（Kourosh Mansory ）によって設立された。ロールス・ロイスやアストンマーティン、メルセデス・ベンツ等、主にヨーロッパ発祥の高級車ブランドの車をチューニングしている。また、ベース車種を基に、オリジナルモデルの開発も行っている（例：ロールス・ロイス・ファントムをベースとしたマンソリー・コンキスタドール、アストンマーティン・DB9をベースとしたマンソリー・サイラスなど）。
2007年11月に、スイスのチューニングメーカーであるリンスピードから、ポルシェのチューニング部門を買収。その後、マンソリー・スイスを設立し、前述のポルシェに加え、レンジローバーとBMWのチューニングも行っている。
日本では、オートプロジェクトD株式会社が販売に携わっている。

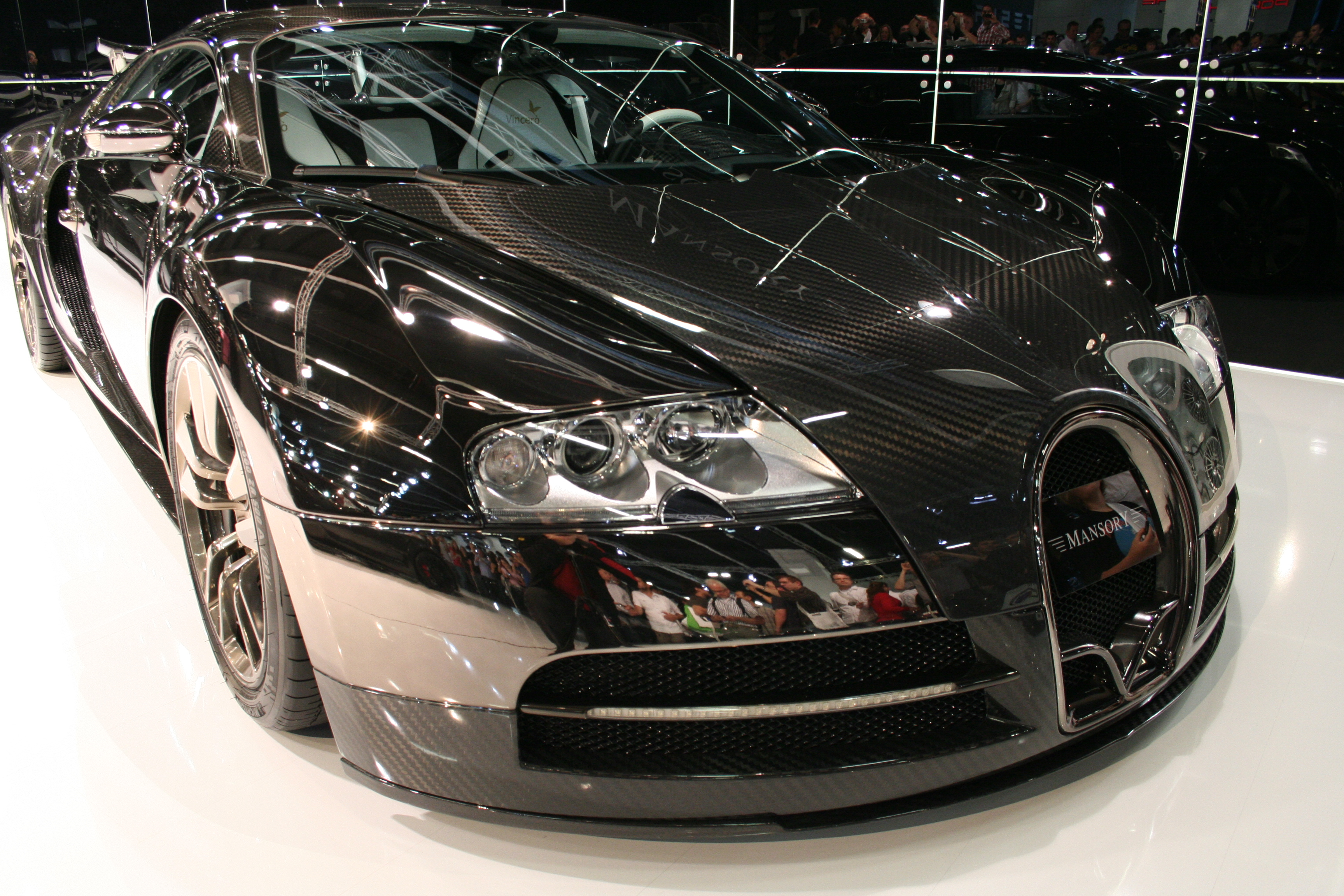
マンソリーによってチューニングされたブガッティ・ヴェイロン（マンソリー・リネア・ビンチェロ）

## 主なチューニングのベース車種
括弧内は、その車種をベースとしたマンソリーオリジナルのカスタムモデルである。

### マンソリー

#### アウディ
- アウディ・R8スパイダー
- アウディ・RS6 アバント
- アウディ・RS7 (C8)スポーツバック
- アウディ・RSQ8

#### アストンマーティン
- アストンマーティン・V8ヴァンテージ
- アストンマーティン・DB9（マンソリー・サイラス：Cyrus ）
- アストンマーティン・ヴァンキッシュ
- アストンマーティン・DBS（マンソリー・サイラス）
- アストンマーティン・DB11（マンソリー・DB11 サイラス）
- アストンマーティン・DBX

#### キャデラック
- キャデラック・エスカレード

#### スマート
- スマート・フォーツー

#### フェラーリ
- フェラーリ・458イタリア（マンソリー・シラクーサ：Siracusa ）
- フェラーリ・599GTBフィオラノ（マンソリー・スタローン：Stallone ）
- フェラーリ・F12ベルリネッタ
- フェラーリ・458スペチアーレ
- フェラーリ・488GTB（マンソリー・シラクーサ 4XX）
- フェラーリ・812スーパーファスト/812GTS（マンソリー・スタローン 812/GTS）
- フェラーリ・ポルトフィーノ/ポルトフィーノM
- フェラーリ・F8トリビュート（マンソリー・F8XX）
- フェラーリ・ローマ
- フェラーリ・モンツァSP2
- フェラーリ・SF90ストラダーレ/スパイダー（マンソリー・F9XX テンペスタ・チェレステ：F9XX Tempesta Celeste ）

※F8とSF90にはソフトキットと呼ばれるカスタムもある。

#### フォード
- フォード・GT（マンソリー・ル・マンソリー：Le Mansory ）

#### ブガッティ
- ブガッティ・ヴェイロン・16.4（マンソリー・リネア・ビンチェロ：Linea Vincero ）
- ブガッティ・ヴェイロン（マンソリー・Vivere）
- ブガッティ・シロン（マンソリー・センチュリア：Centuria ）

#### ベントレー
- ベントレー・コンチネンタル・GT/GTC（マンソリー・ル・マンソリーGT/GTC：Le Mansory GT/GTC ）
- ベントレー・コンチネンタル・GT・スピード（マンソリー・ビテッセ・ローズ：Vitesse Rose ）
- ベントレー・コンチネンタル・フライング・スパー
- ベントレー・コンチネンタル・フライング・スパー・スピード
- ベントレー・ミュルザンヌ
- ベントレー・ベンテイガ

※コンチネンタル・GT/GTCは2011年/2012年/2016年/2018年、ミュルザンヌは2017年から、フライングスパーは2013年/2020年から、ベンテイガは2020年/2021年からの、それぞれのモデルのチューニングが行われている。

#### マクラーレン
- マクラーレン・MP4-12C
- マクラーレン・720S

#### マセラティ
- マセラティ・グラントゥーリズモ
- マセラティ・ギブリ
- マセラティ・レヴァンテ
- マセラティ・MC20/MC20 チェロ

#### メルセデス・ベンツ
- メルセデス・ベンツ・G55 AMG（マンソリー・G・クチュール：G Couture ）
- メルセデス・ベンツ・Gクラス 4×4（マンソリー・グロノス 4×4：Gronos 4×4 ）
- メルセデス・ベンツ・SLRマクラーレン（マンソリー・リノヴァティオ：Renovatio ）
- メルセデス・ベンツ・SLS AMG（マンソリー・コルメウム：Cormeum ）
- メルセデス・ベンツ・CLSクラス
- メルセデス・ベンツ・SLKクラス
- メルセデス・ベンツ・Sクラス
- メルセデス・ベンツ・Cクラス
- メルセデス・ベンツ・SLクラス
- メルセデスAMG・GT S
- メルセデスAMG・GT 63
- メルセデス・ベンツ・GLクラス
- メルセデス・ベンツ・GLEクラス
- メルセデス・ベンツ・GLSクラス
- メルセデス・ベンツ・Vクラス

#### ランボルギーニ
- ランボルギーニ・アヴェンタドール・LP700-4（マンソリー・カーボナード：Carbonado ）
- ランボルギーニ・アヴェンタドール・LP700-4（マンソリー・カーボナードGT）
- ランボルギーニ・アヴェンタドール LP750-4 SV
- ランボルギーニ・アヴェンタドール LP740-4 S
- ランボルギーニ・アヴェンタドール LP770-4 SVJ（マンソリー・カブレラ：Cabrera ）
- ランボルギーニ・アヴェンタドール LP770-4 SVJ（マンソリー・カーボナード GTS）
- ランボルギーニ・ウラカン（マンソリー・トロフェオ：Torofeo ）
- ランボルギーニ・ウルス（マンソリー・ヴェナトス：Venatus ）

#### ロータス
- ロータス・エリーゼ
- ロータス・エヴォーラ

#### ロールス・ロイス
- ロールス・ロイス・ファントム（マンソリー・コンキスタドール：Conquistador ）
- ロールス・ロイス・ファントム・ドロップヘッド・クーペ（マンソリー・ベル・エア：Bel Air ）
- ロールス・ロイス・ゴースト（マンソリー・ホワイト・ゴースト：White Ghost ）
- ロールス・ロイス・ドーン
- ロールス・ロイス・レイス
- ロールス・ロイス・カリナン（マンソリー・コーストライン：Coastline ）

### マンソリースイス

#### BMW
- BMW・7シリーズ (F01/F02)
- BMW・X5
- BMW・X6

#### ポルシェ
- ポルシェ・911（997型）
- ポルシェ・パナメーラ
- ポルシェ・パナメーラ・スポーツツーリスモ
- ポルシェ・カイエン（マンソリー・チョップスター：Chopster ）
- ポルシェ・マカン
- ポルシェ・タイカン
- ポルシェ・911 ターボS（992型）（マンソリー・P9LM EVO 900）

#### ランドローバー
- ランドローバー・レンジローバー
- ランドローバー・レンジローバーヴォーグ
- ランドローバー・レンジローバースポーツ
- ランドローバー・レンジローバーSV
- ランドローバー・レンジローバースポーツ SVR
- ランドローバー・レンジローバーイヴォーク

## ギャラリー

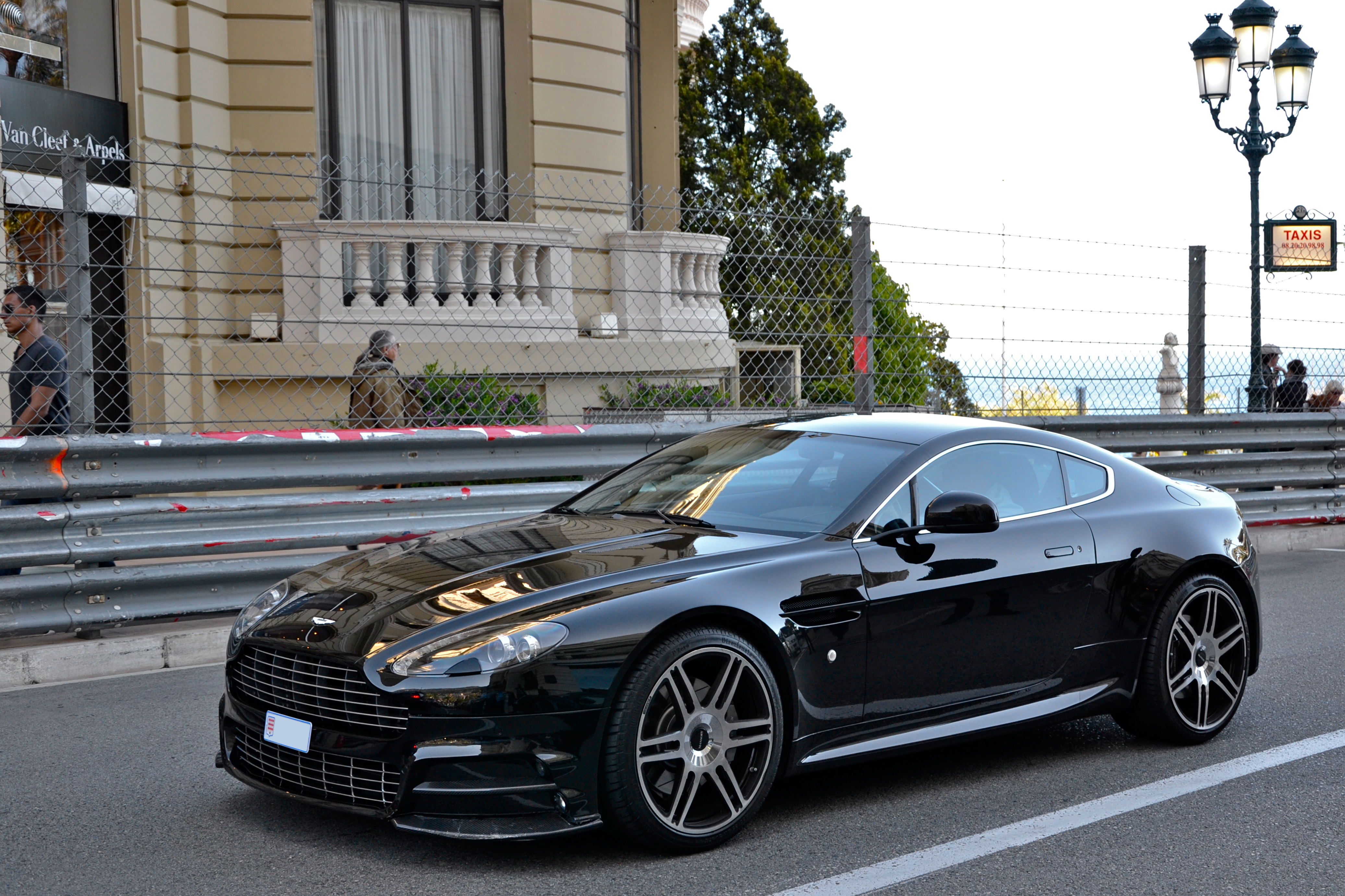
V8ヴァンテージ
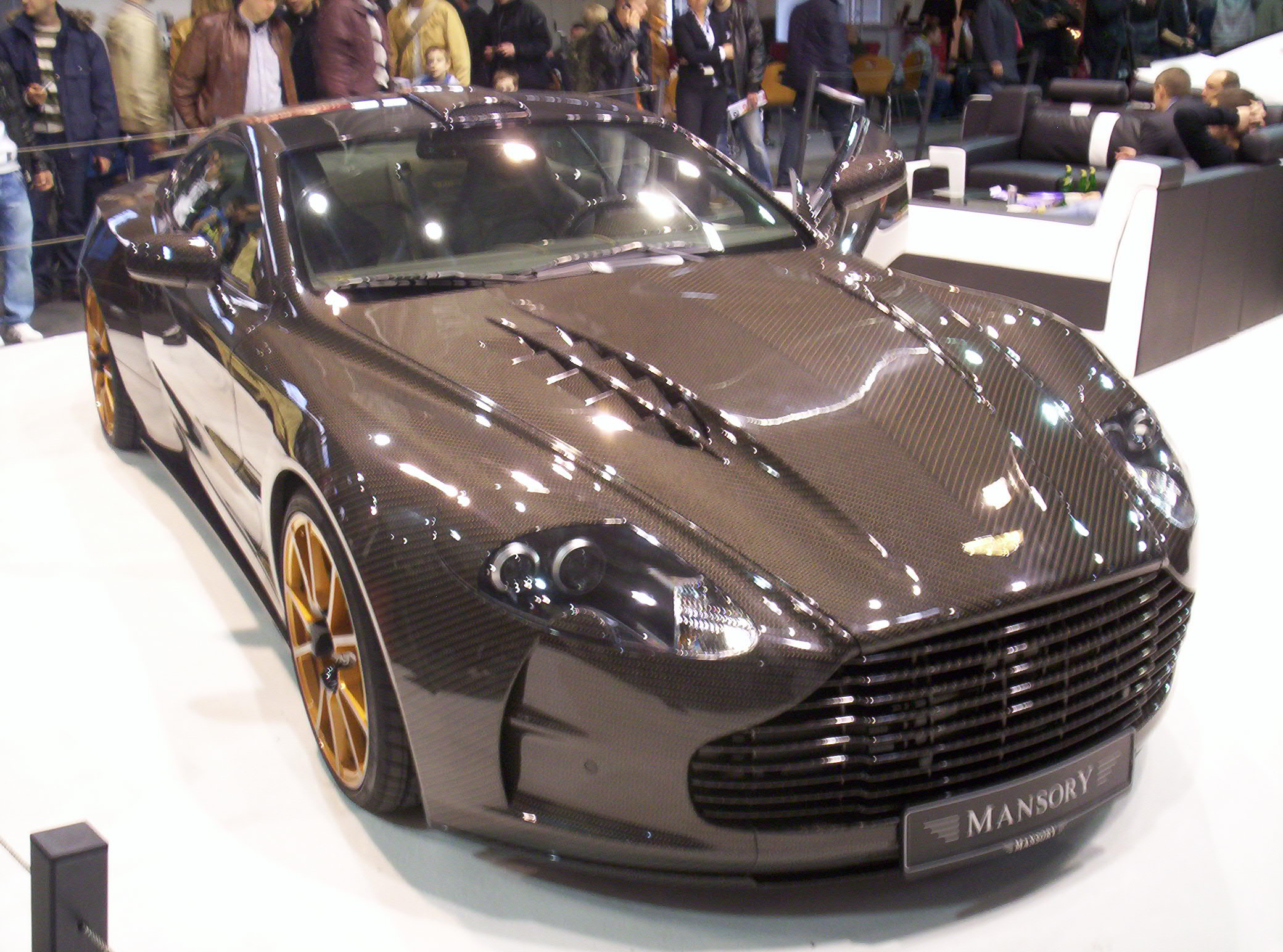
サイラス
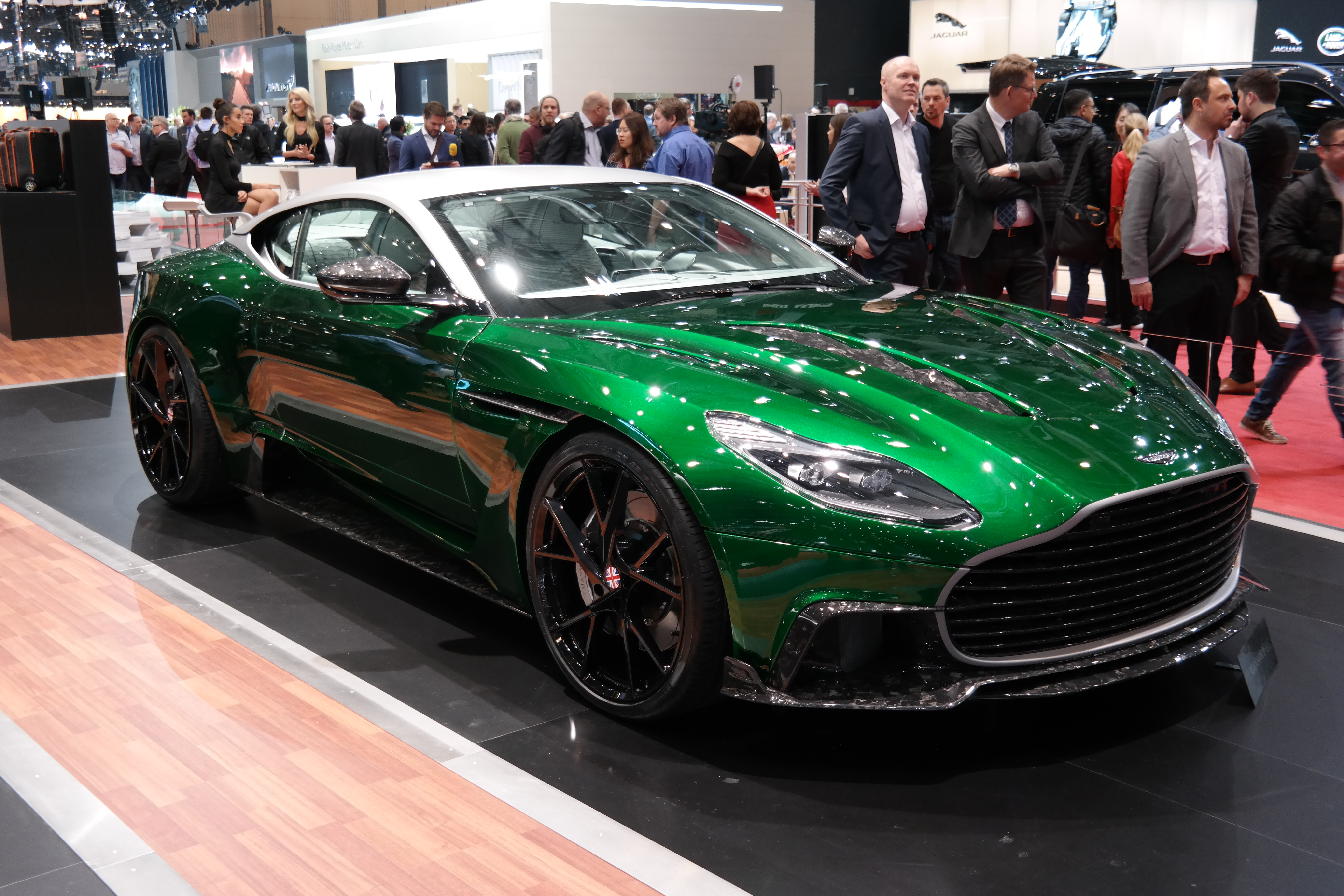
DB11 サイラス
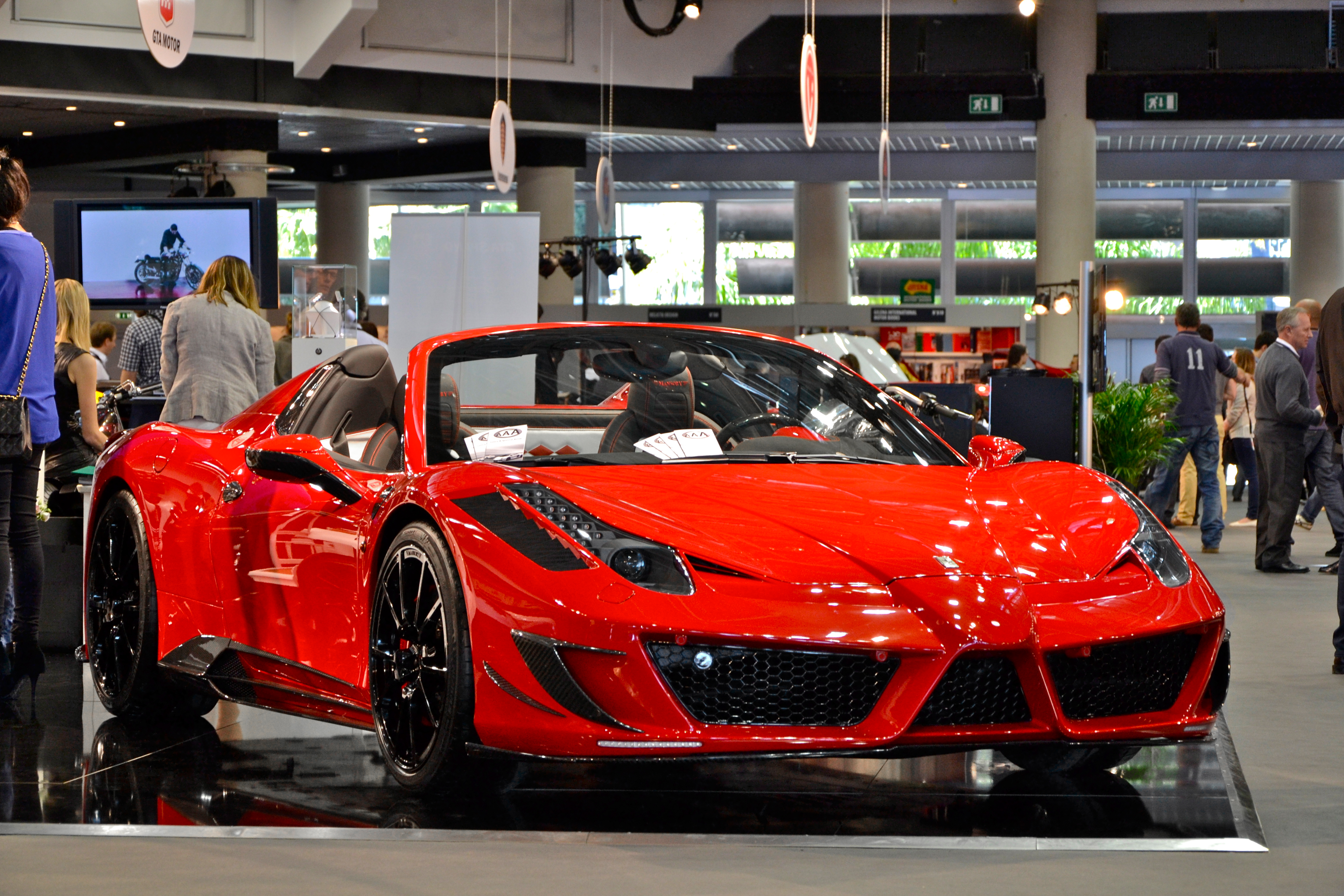
458スパイダー
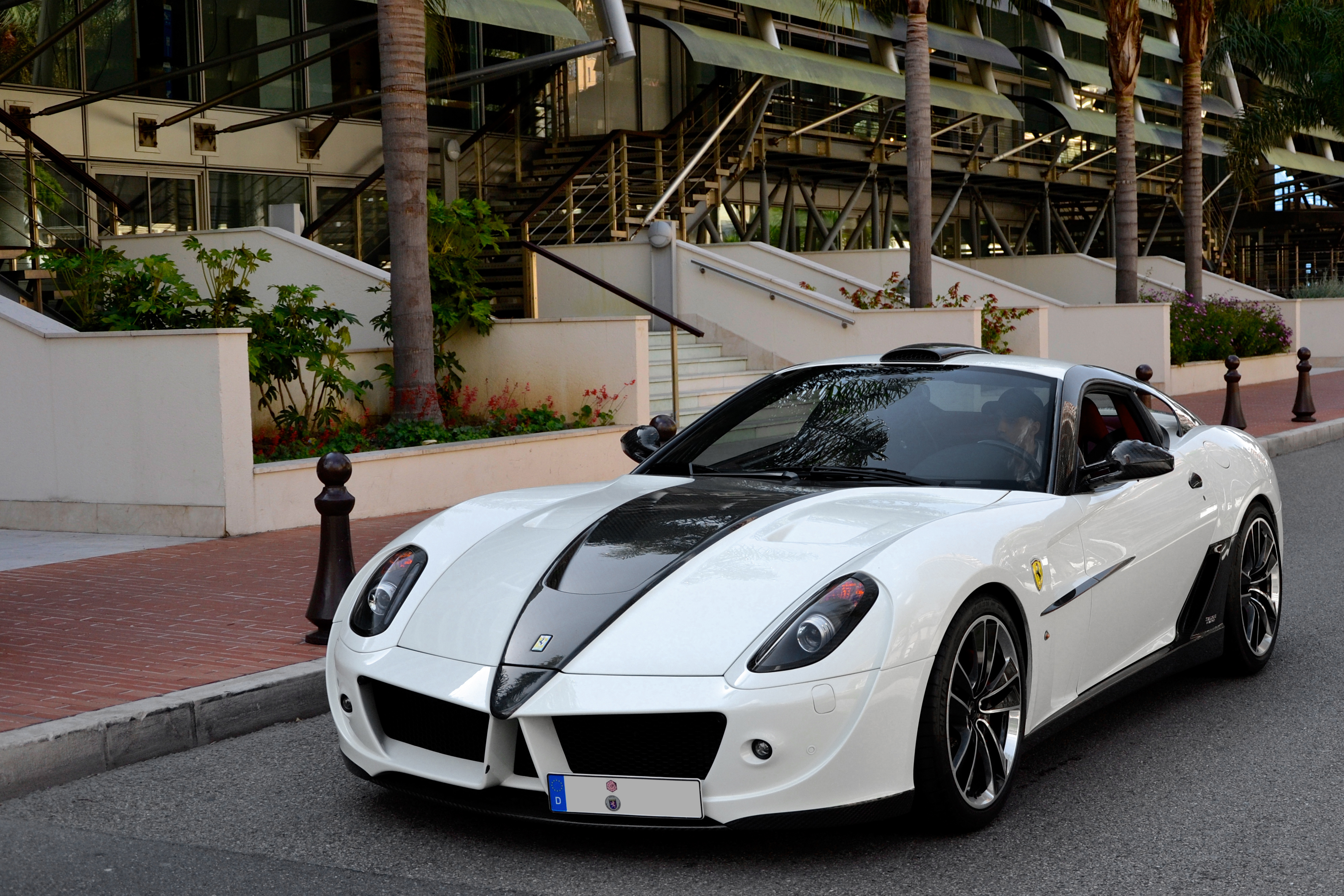
スタローン
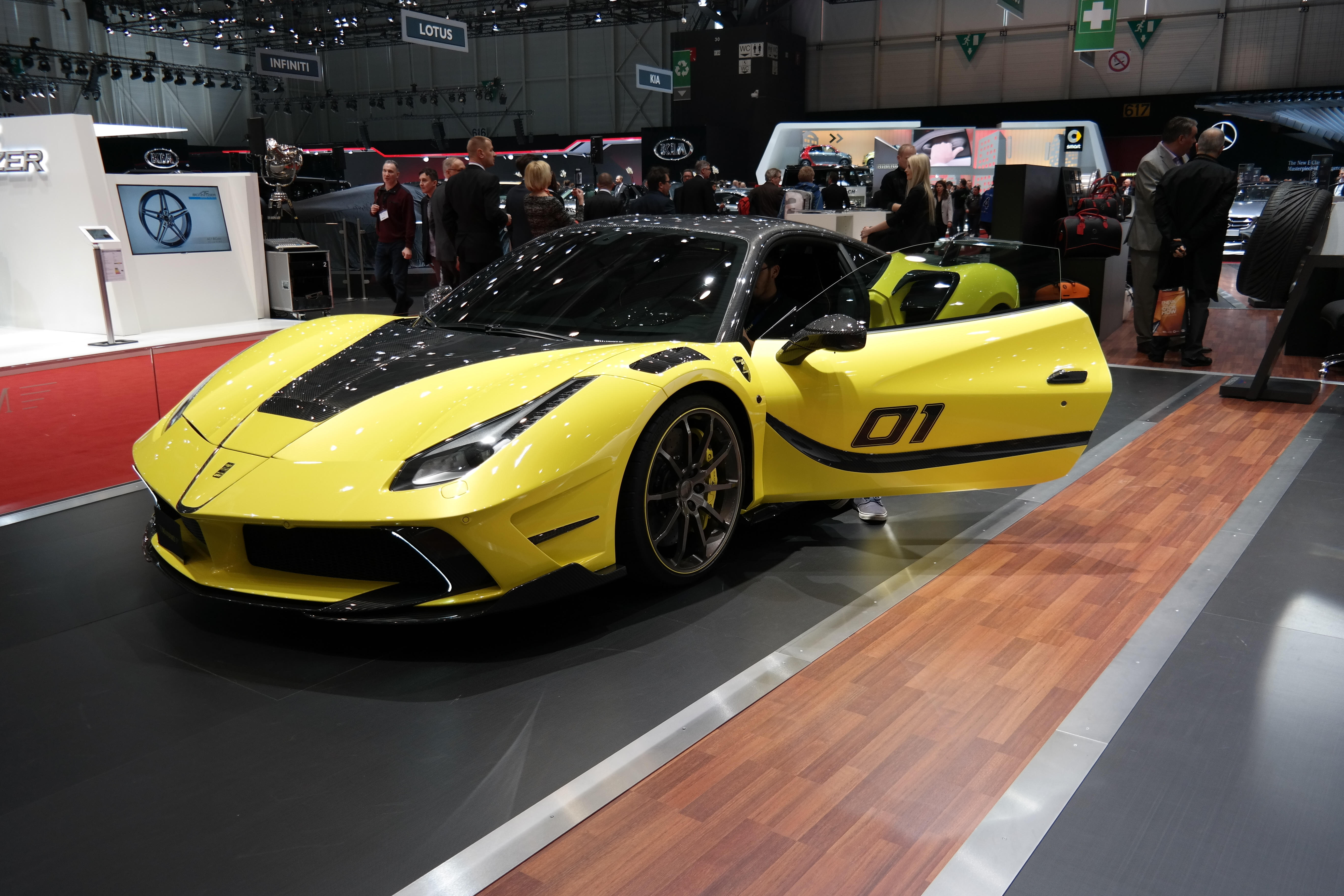
シラクーサ 4XX
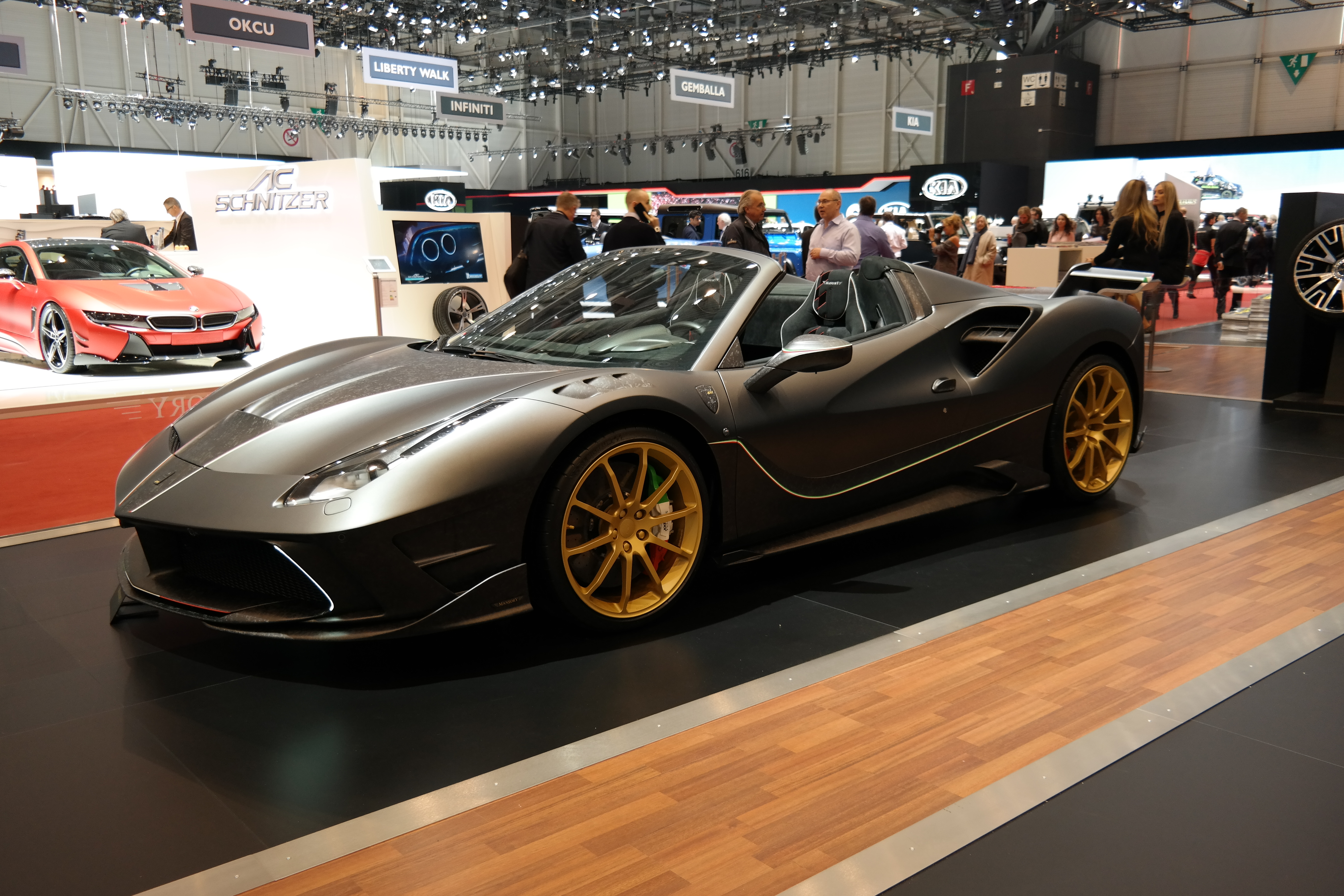
シラクーサ 4XX スパイダー
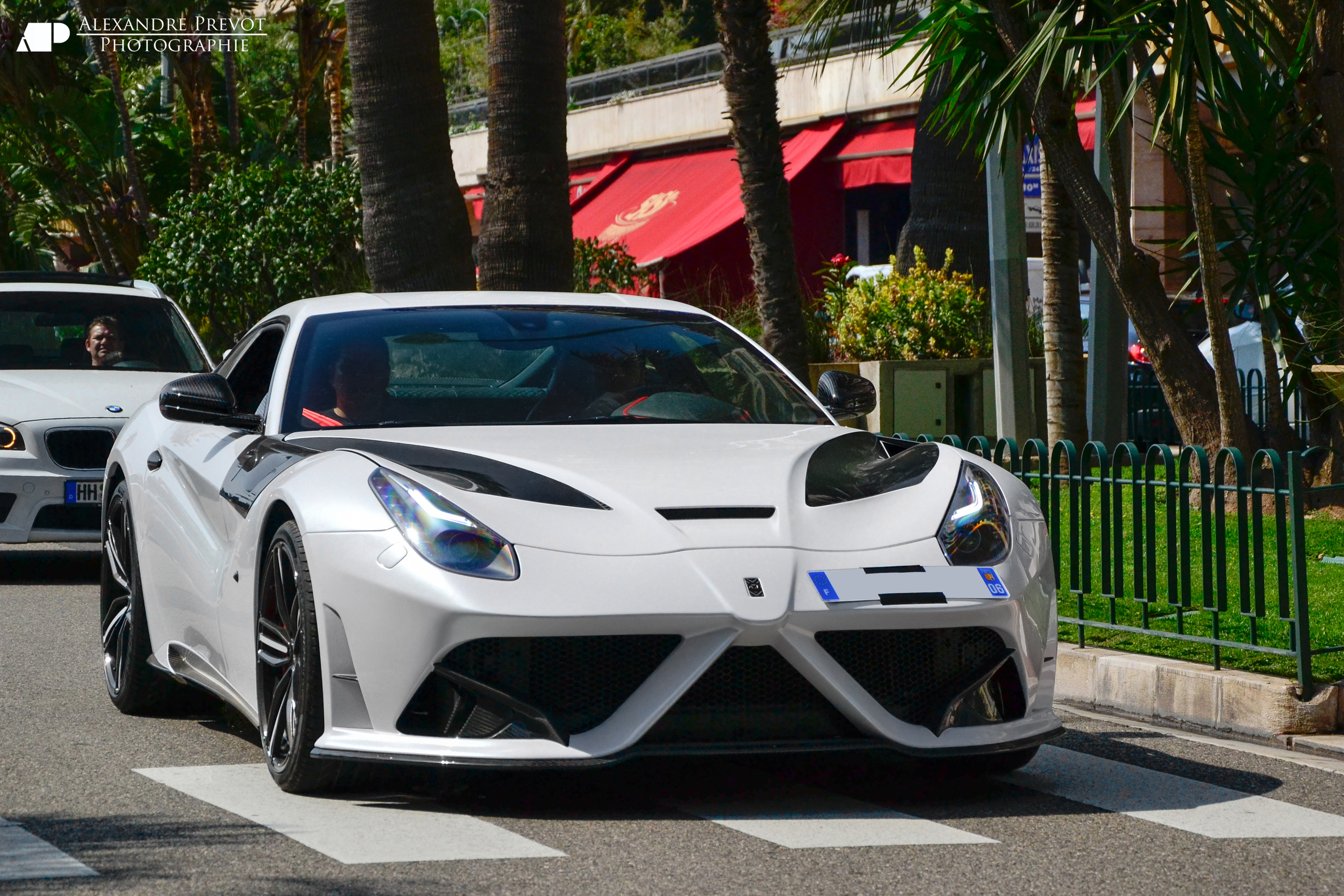
F12 スタローン
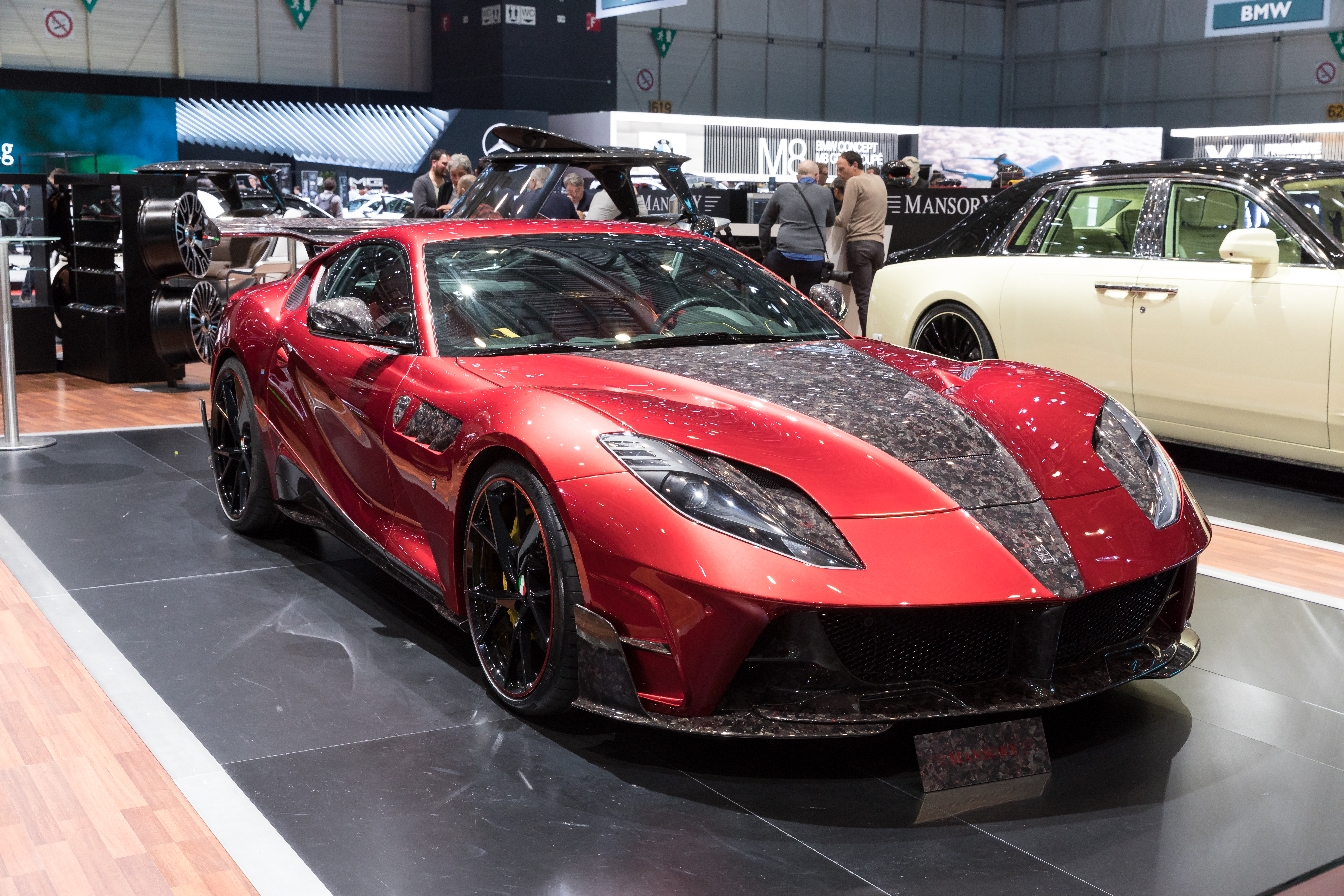
スタローン 812
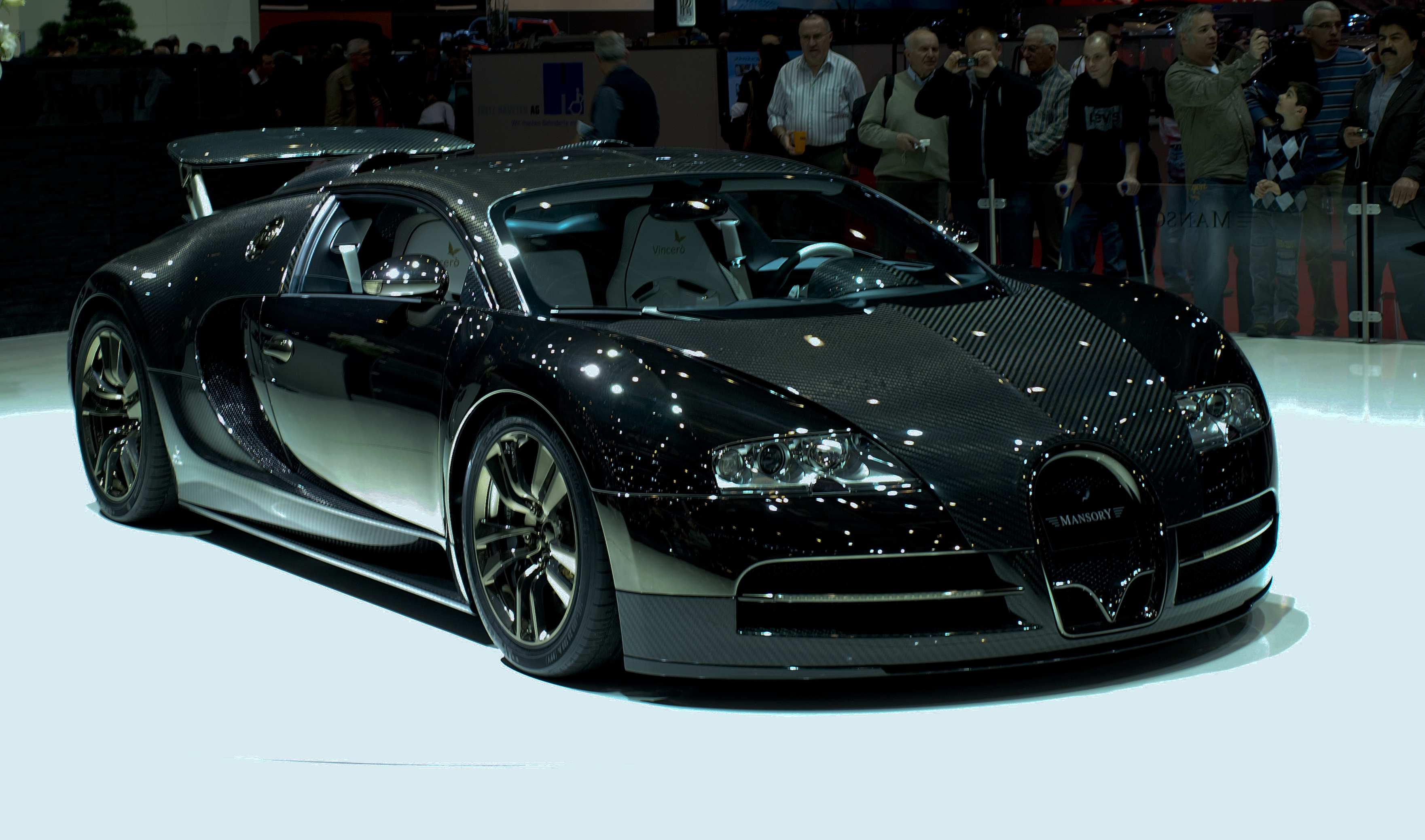
リネア・ビンチェロ
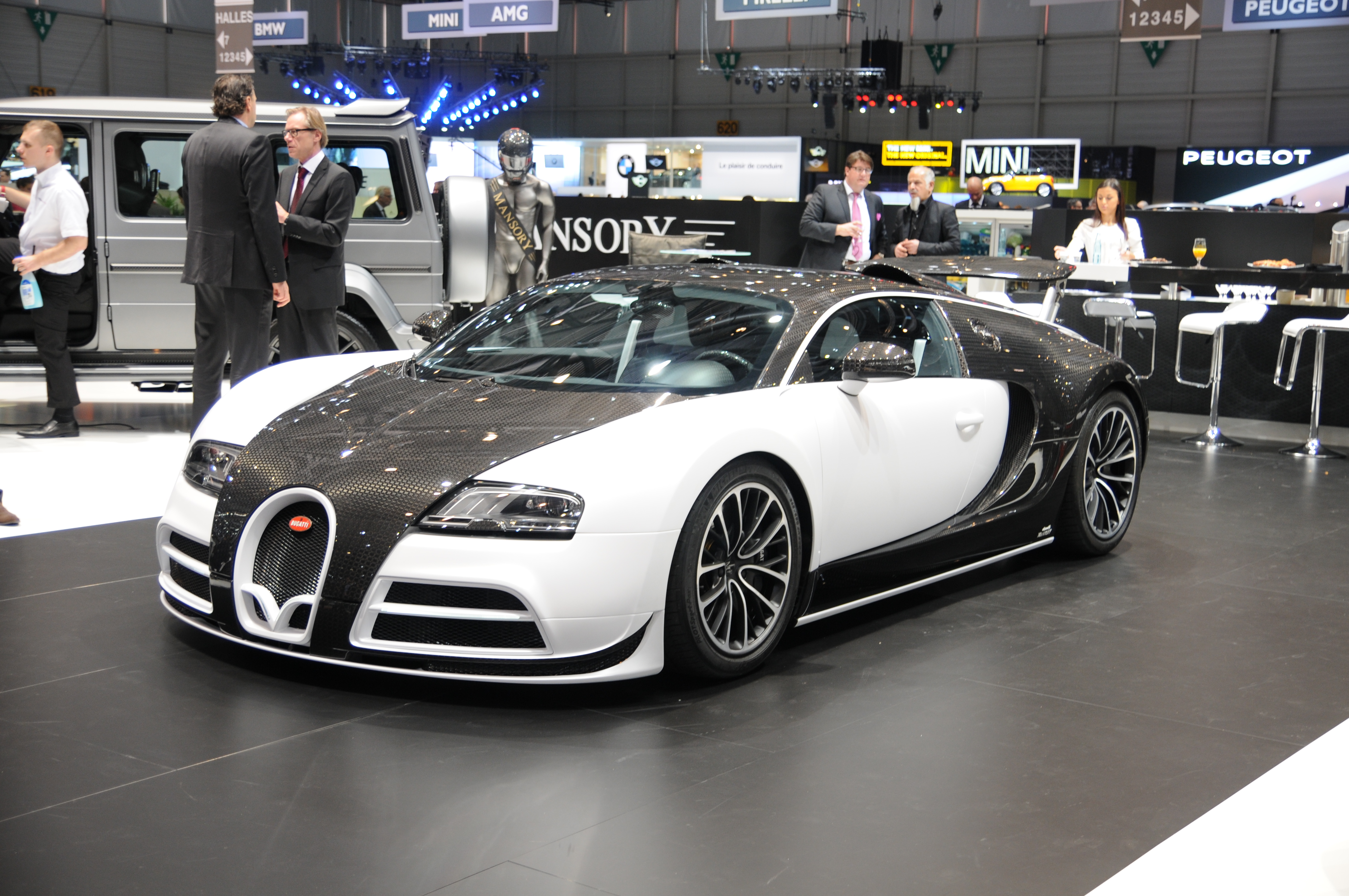
Vivere
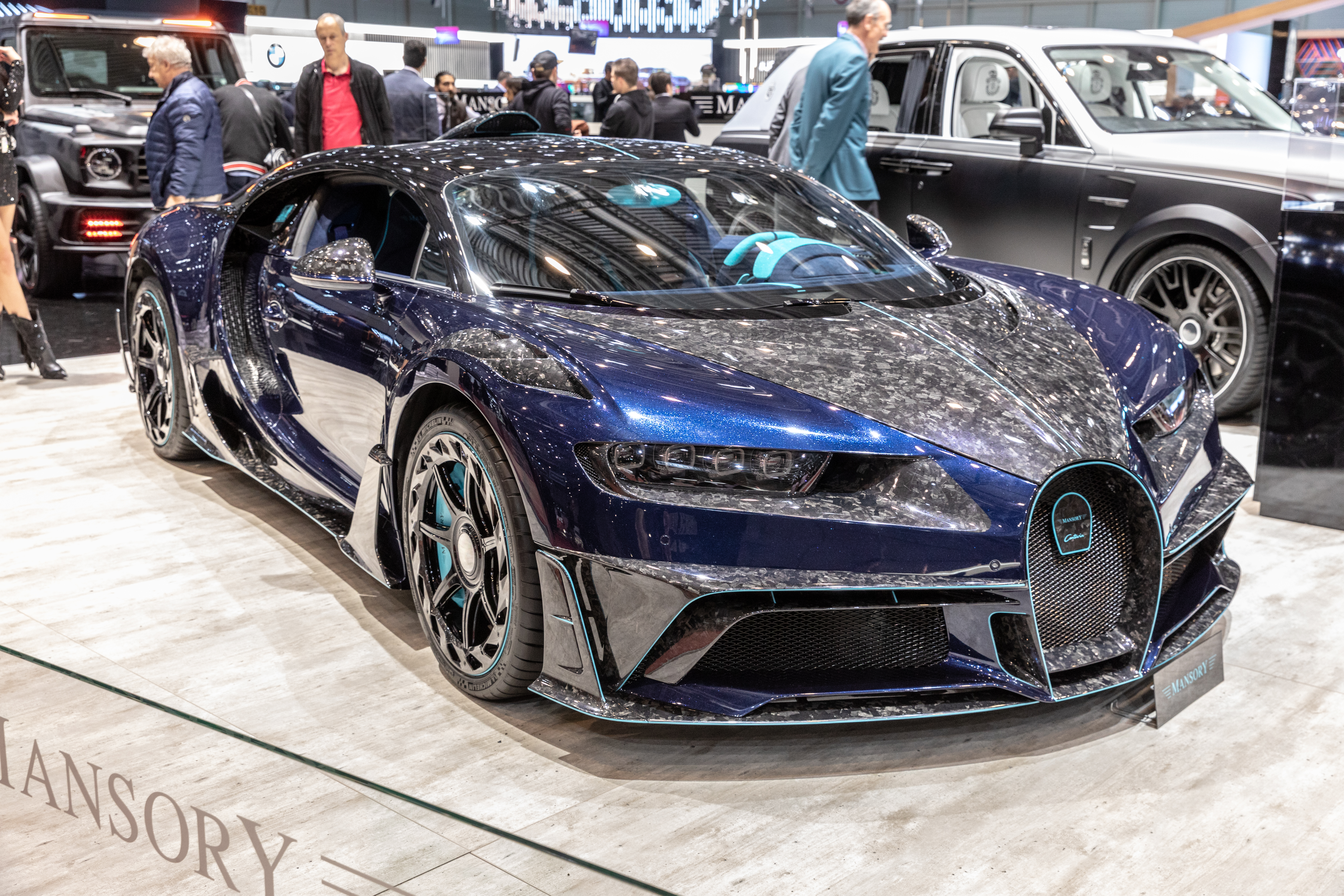
センチュリア
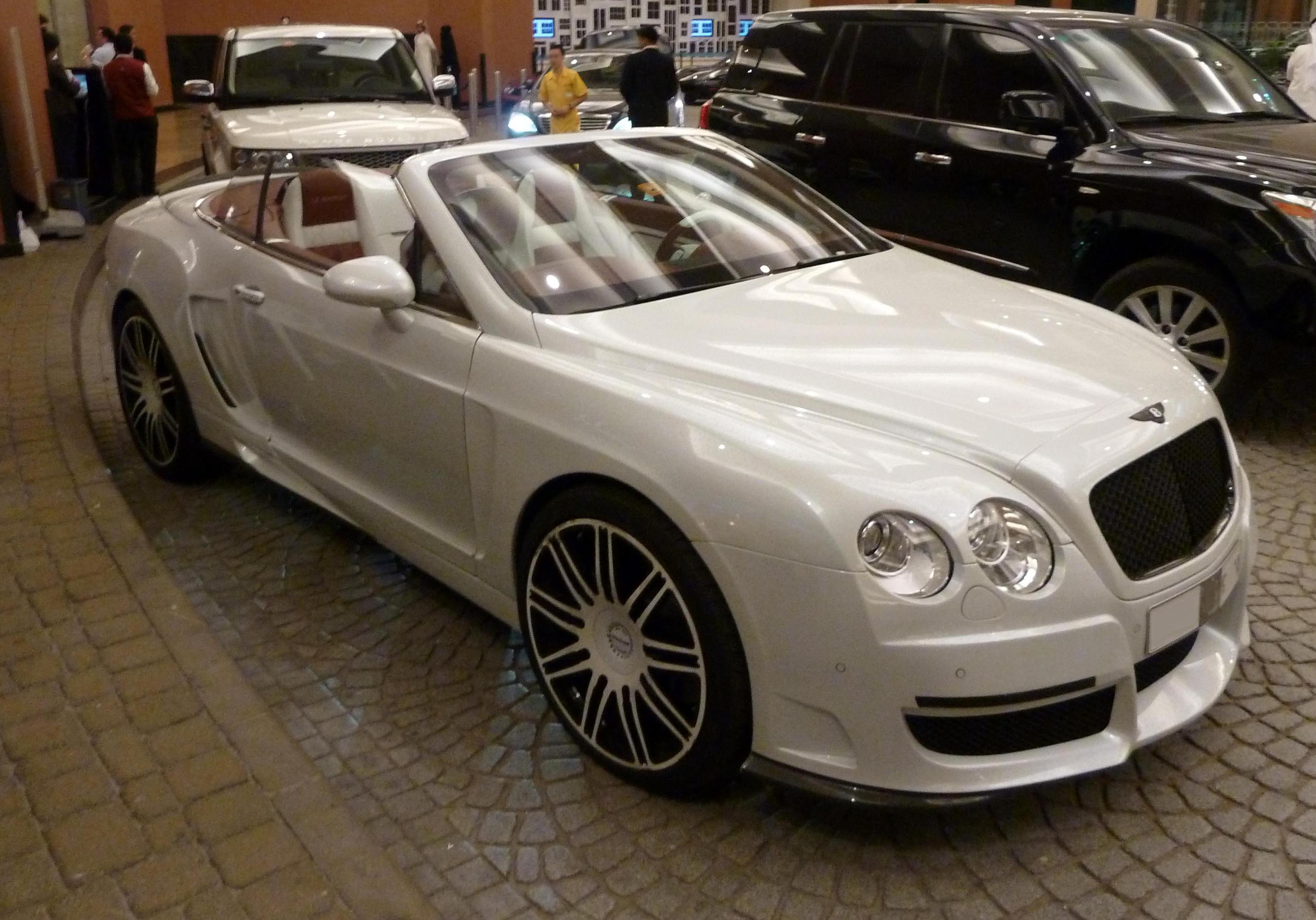
コンチネンタルGTC
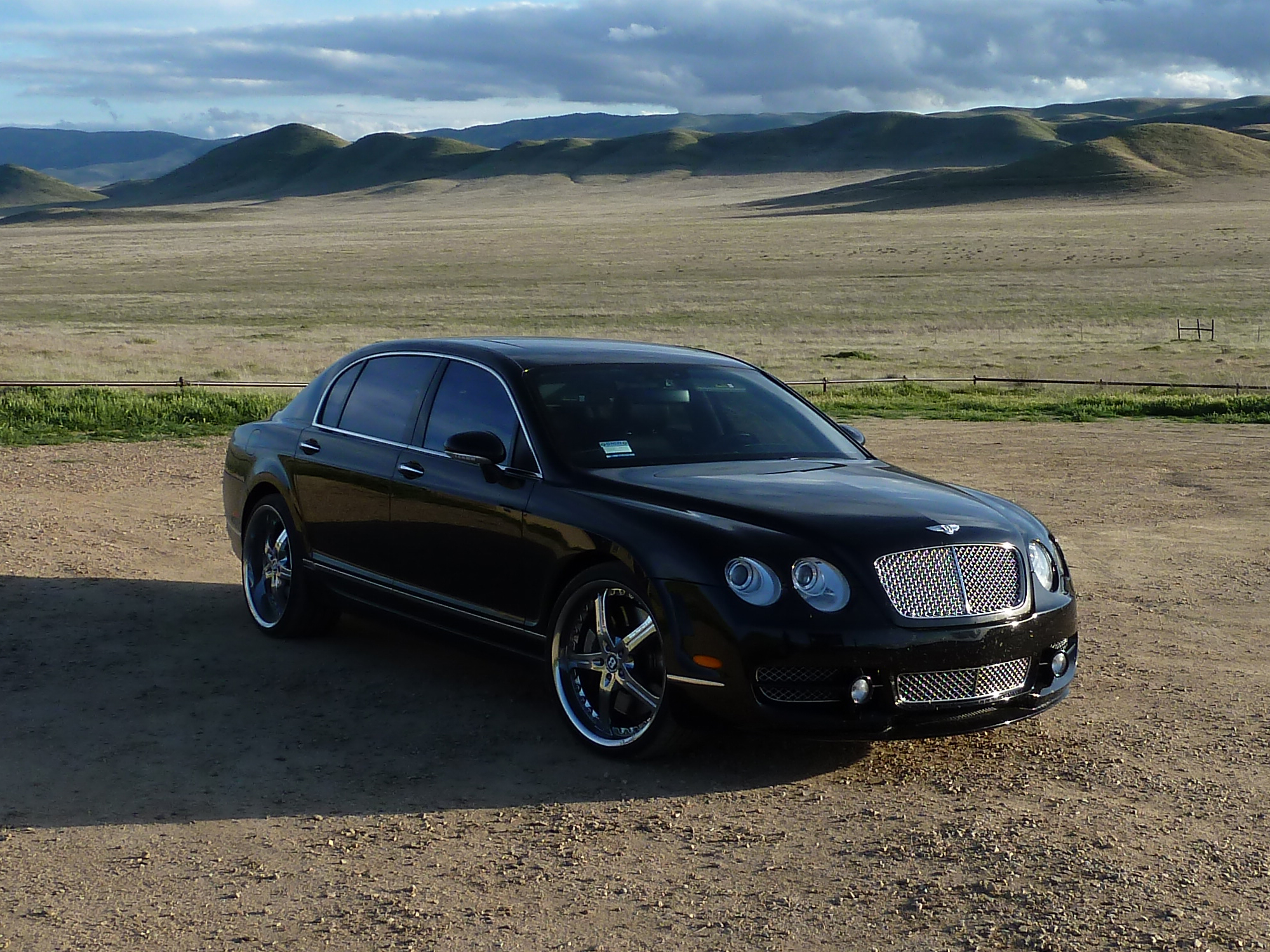
2006 コンチネンタル・フライング・スパー
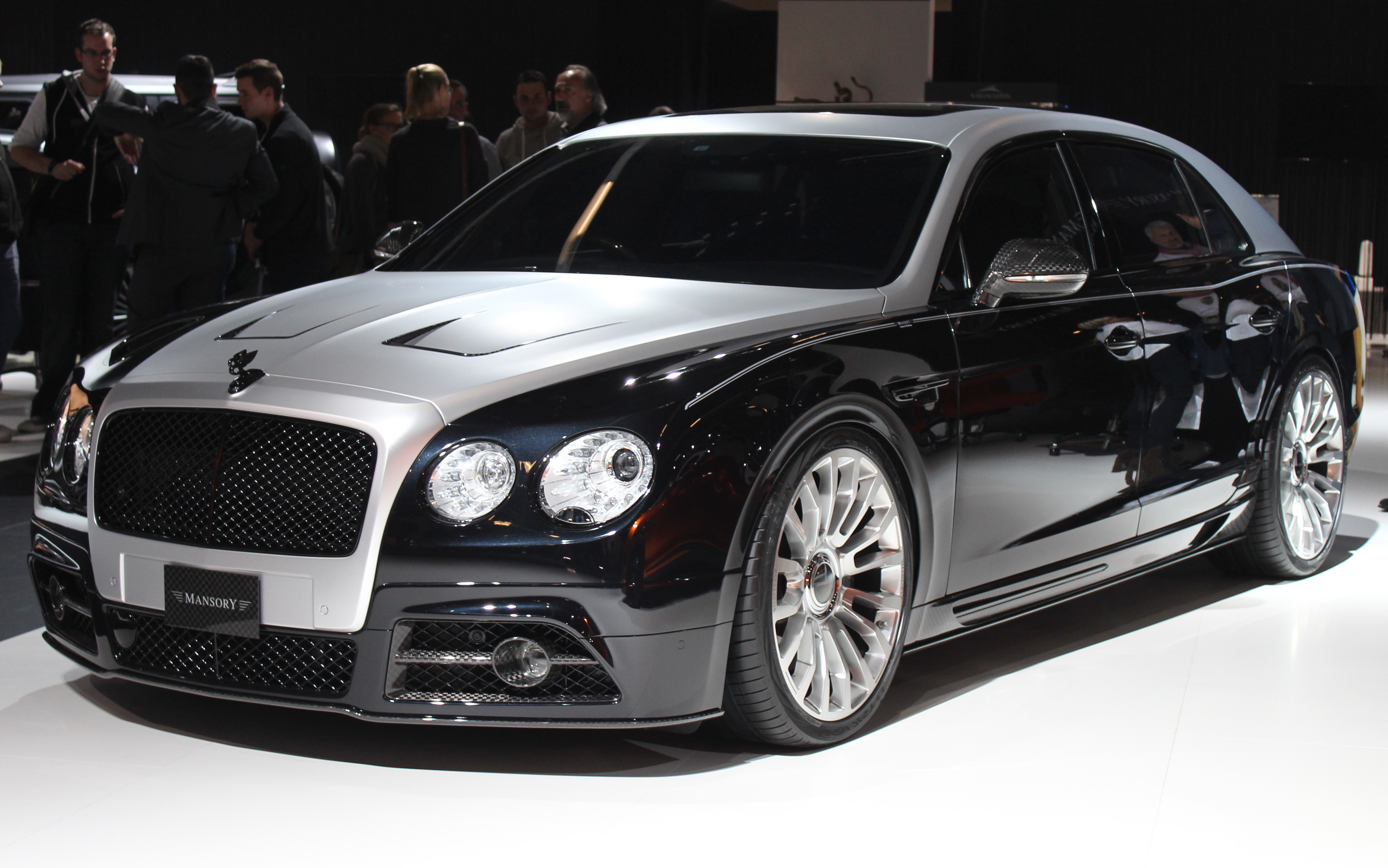
2015 コンチネンタルGT
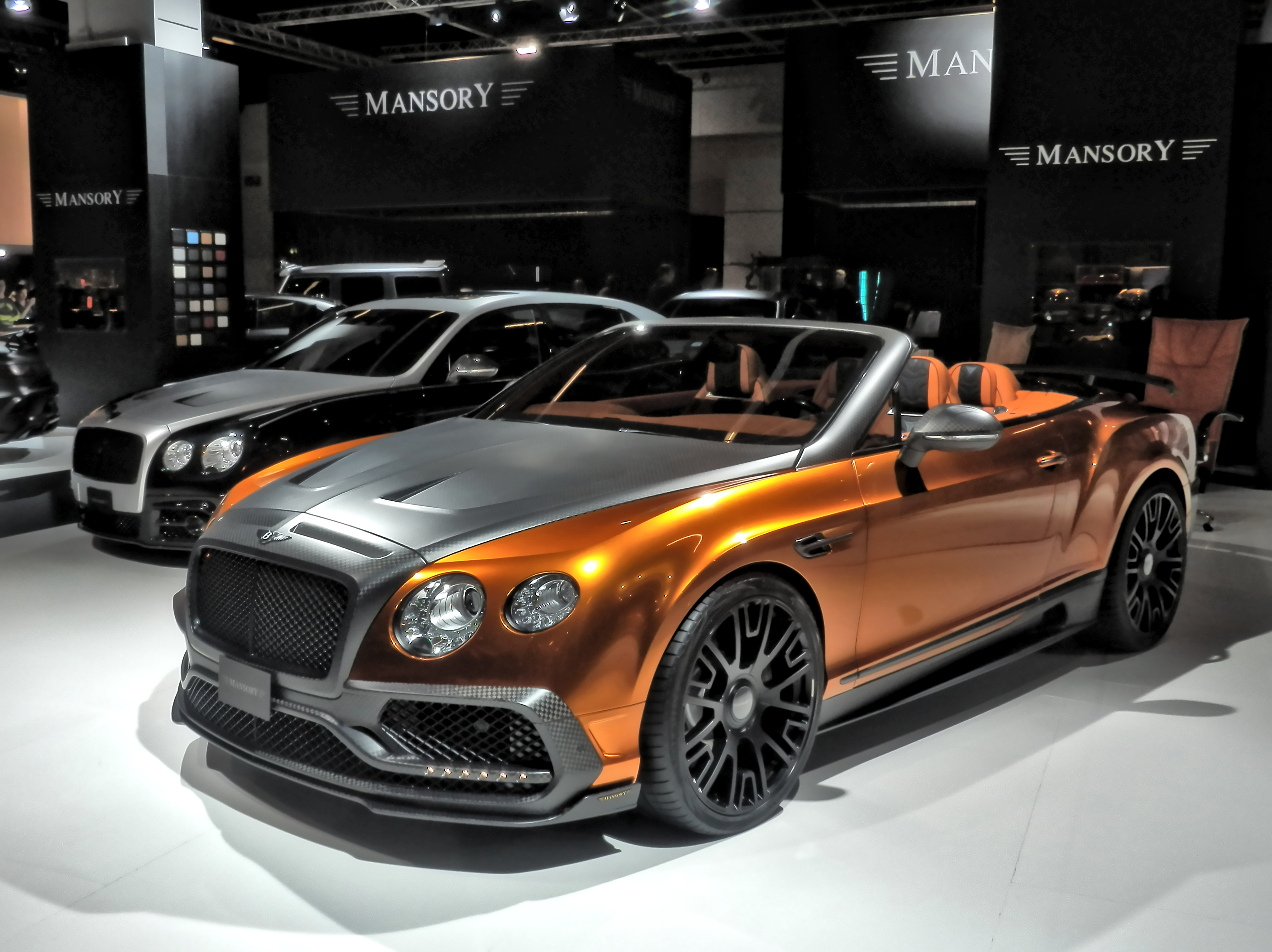
2015 コンチネンタルGTC
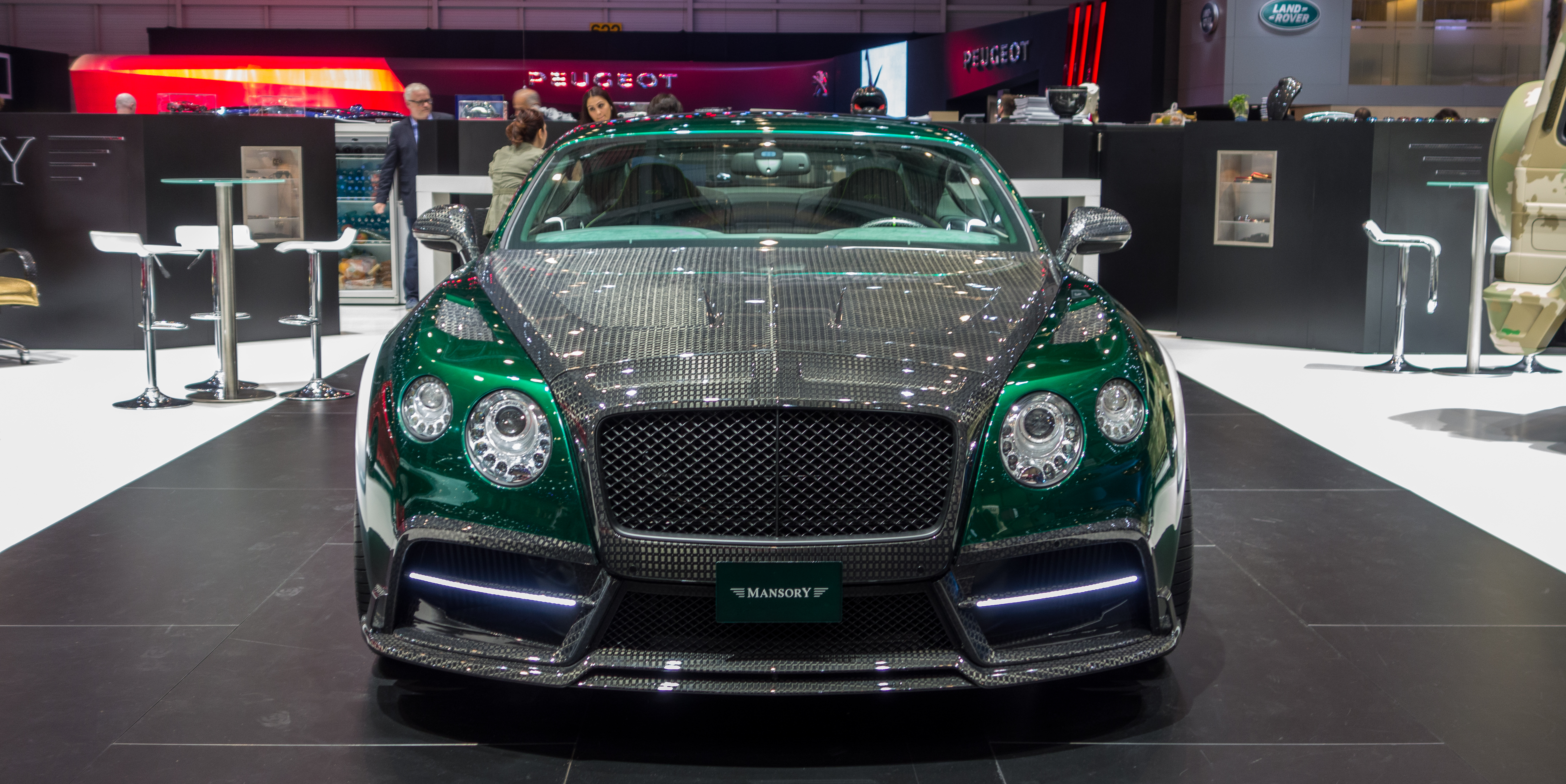
GT レース（コンチネンタルGT）
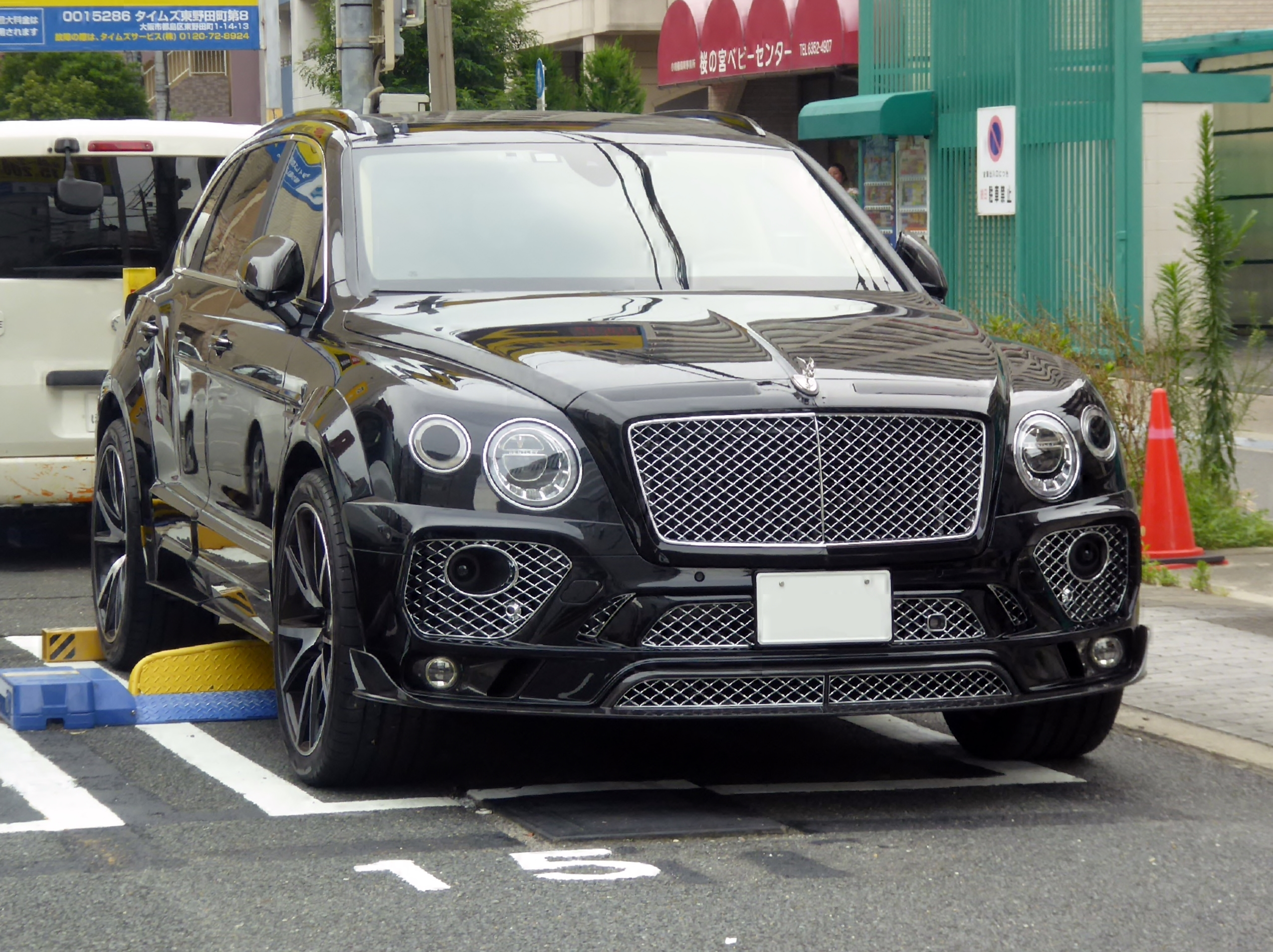
ベンテイガ
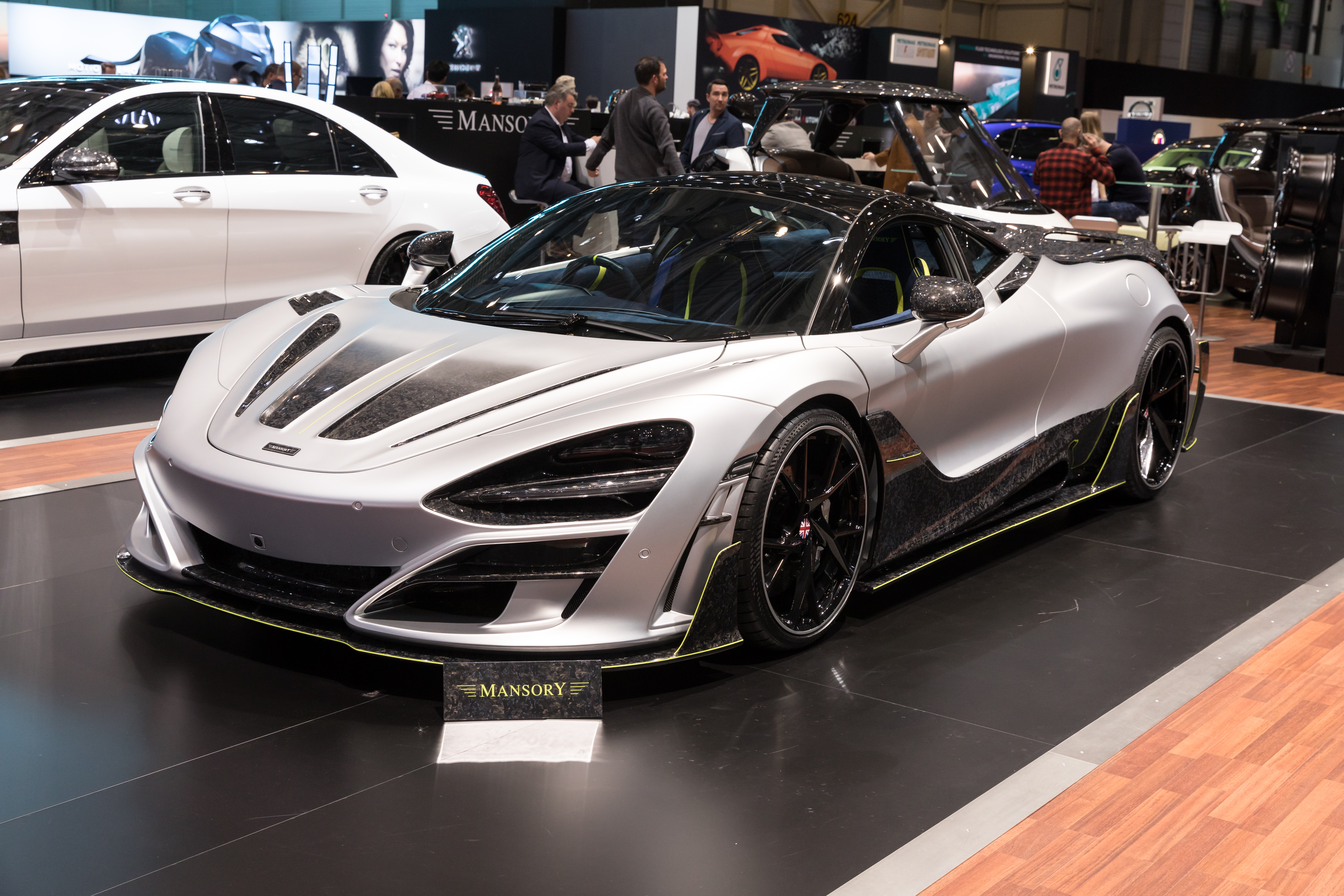
720S
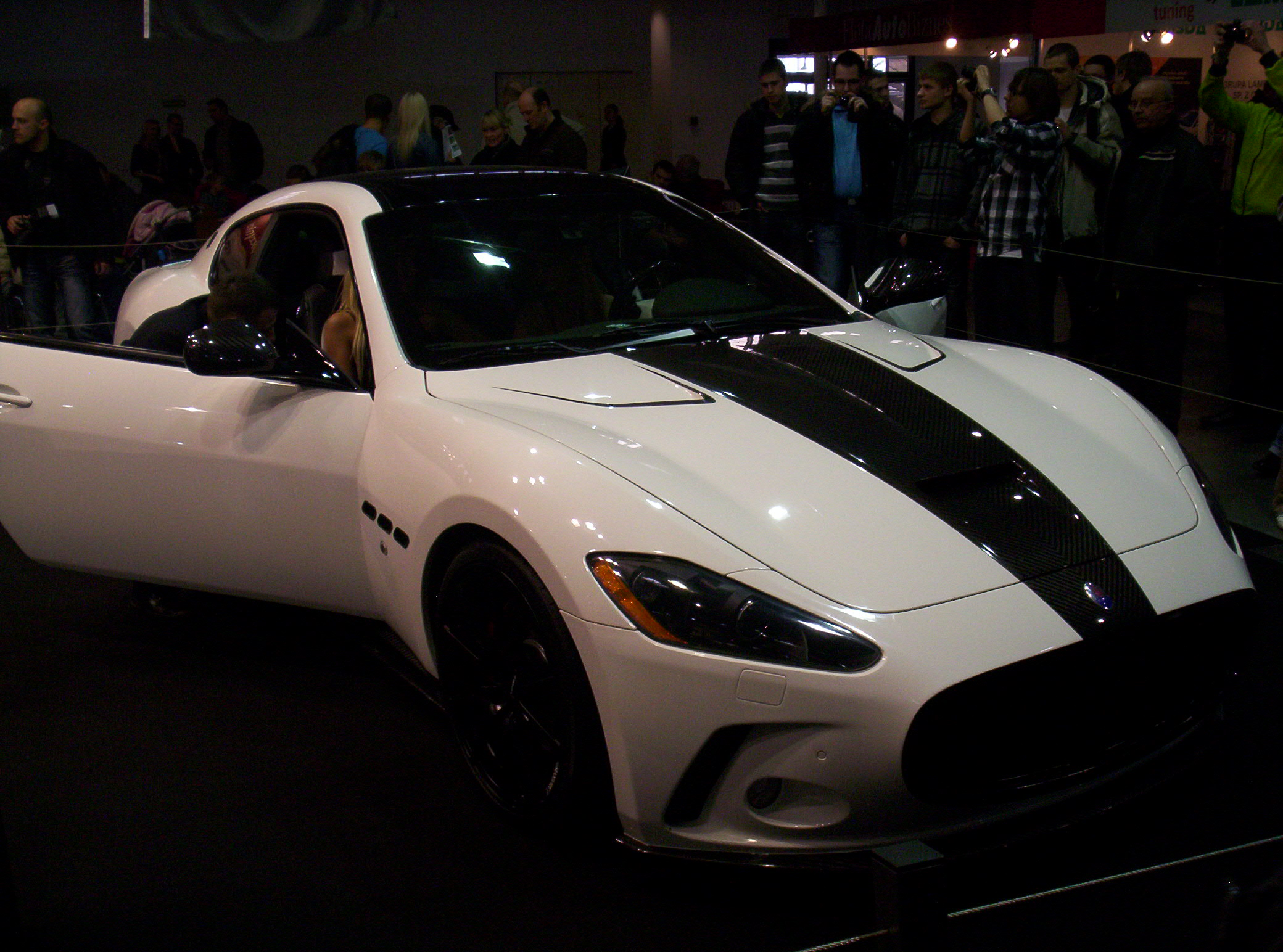
グラントゥーリズモ
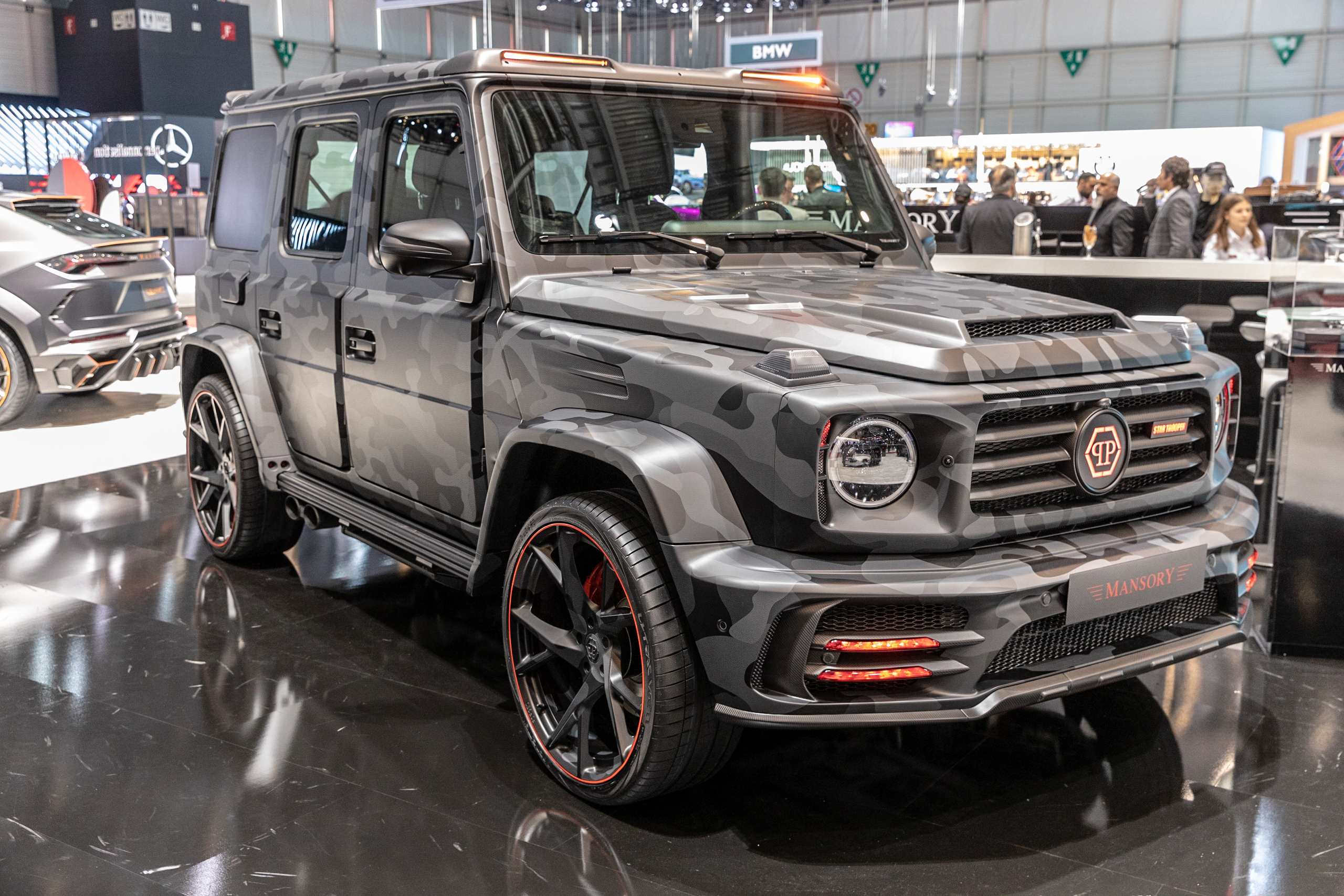
Gクラス
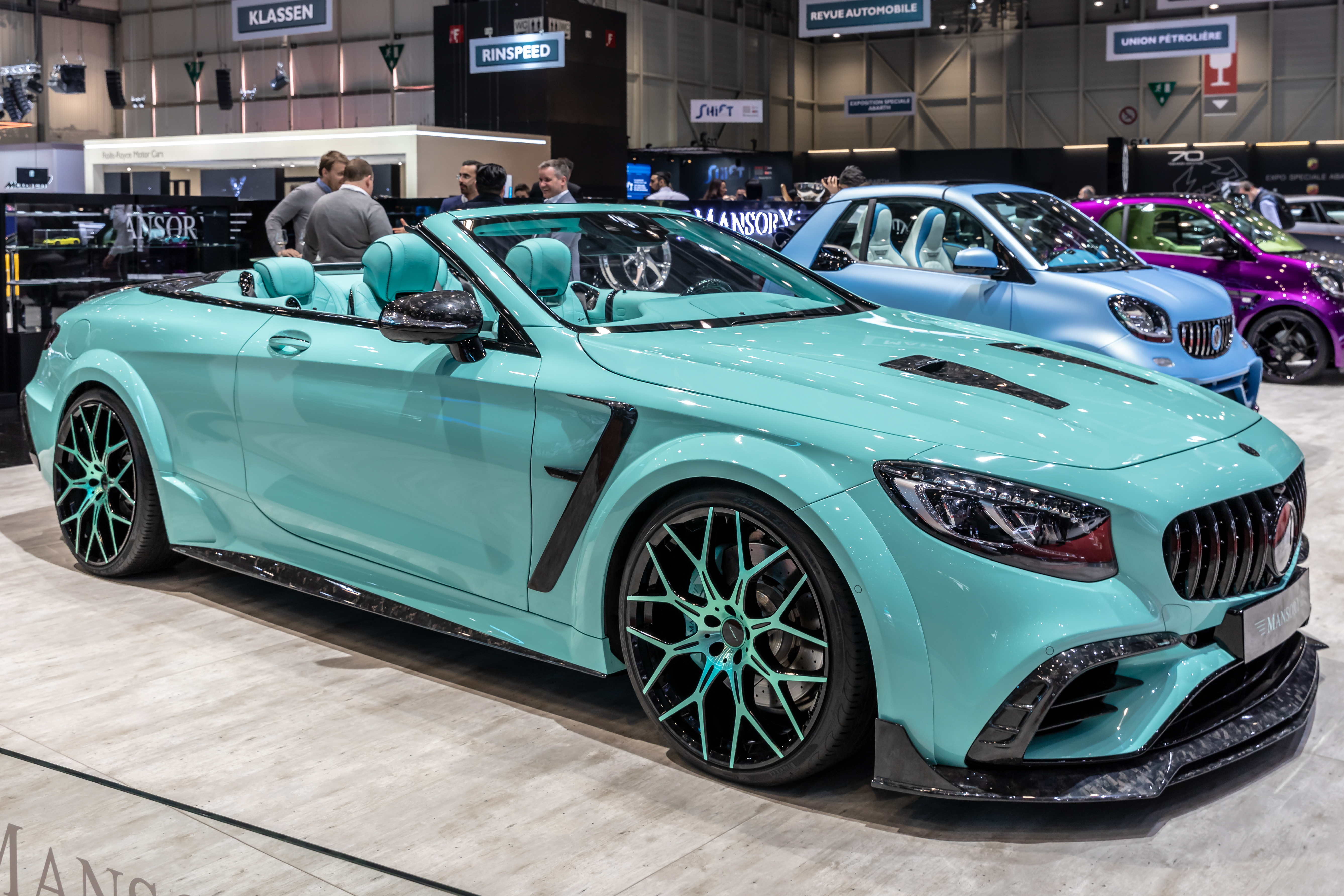
S63 AMG
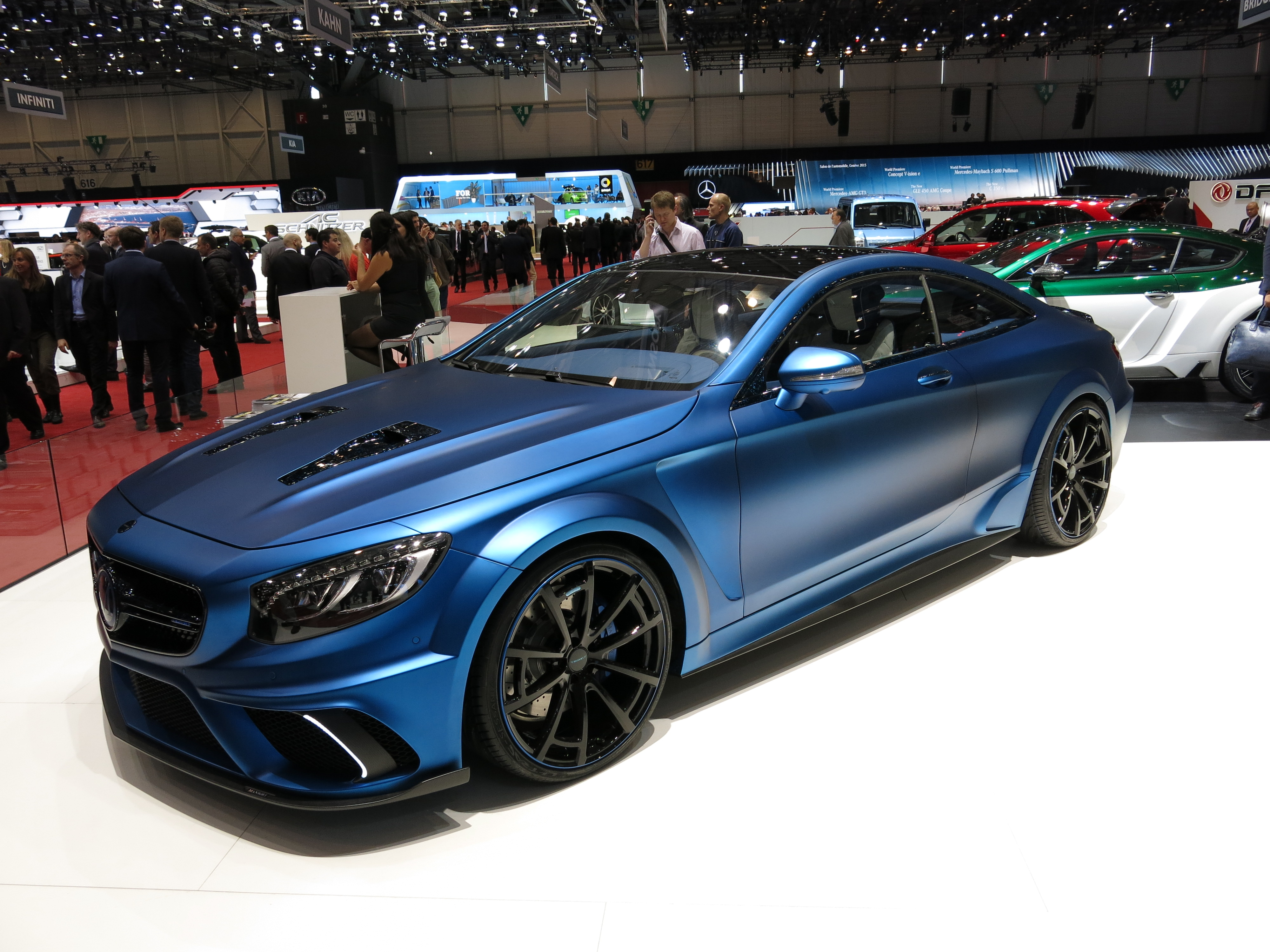
Sクラス ダイアモンドエディション
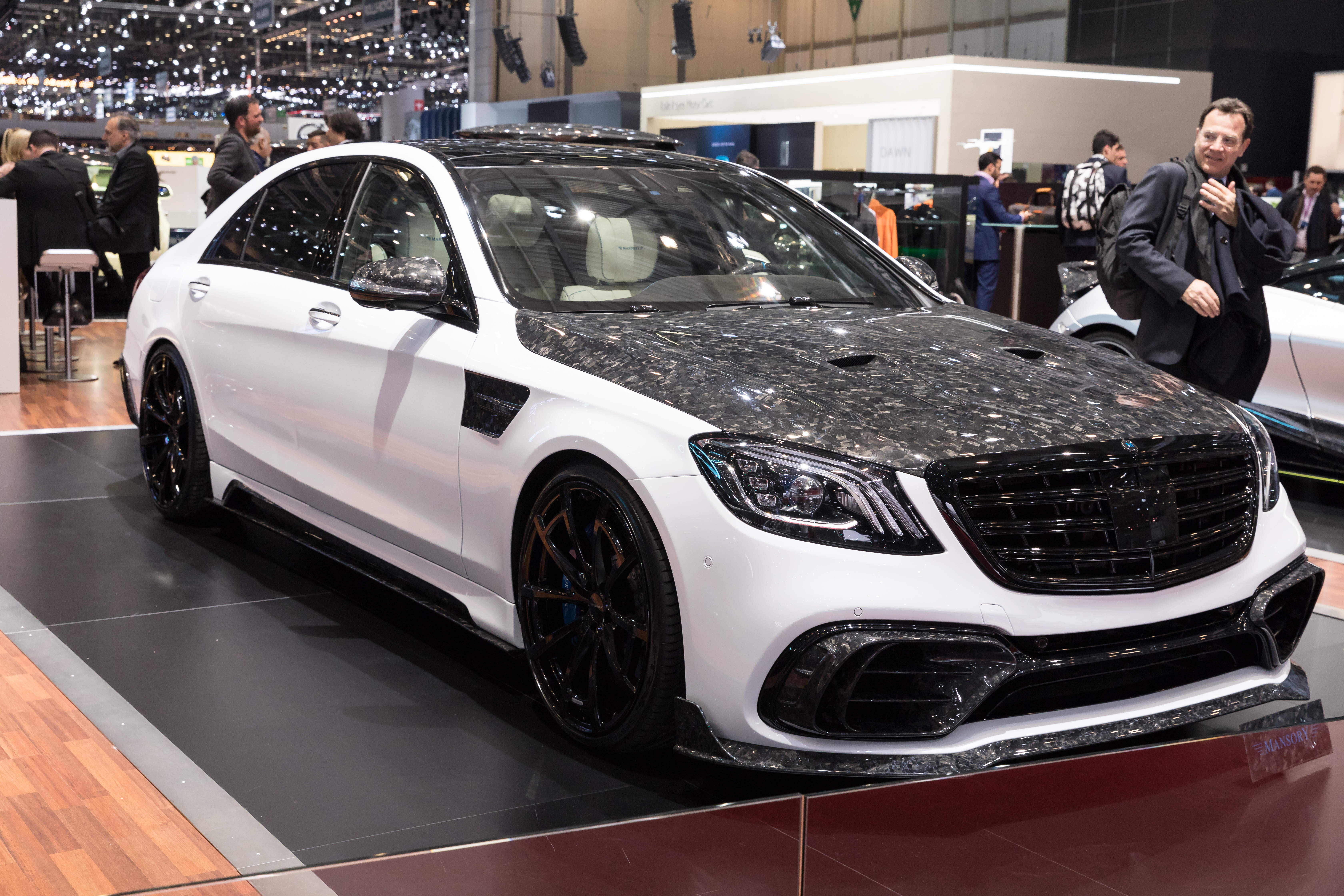
Sクラス
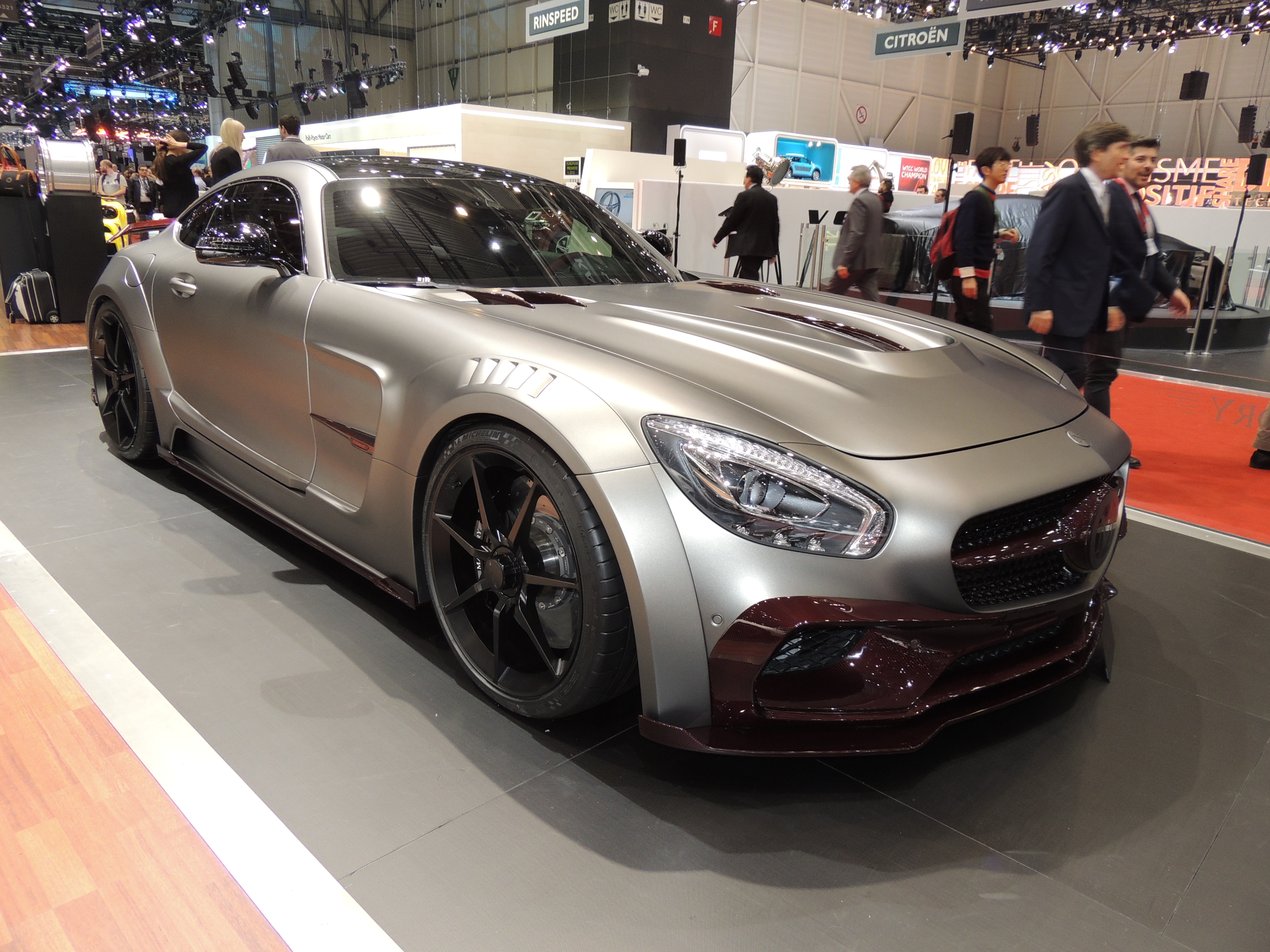
AMG GT
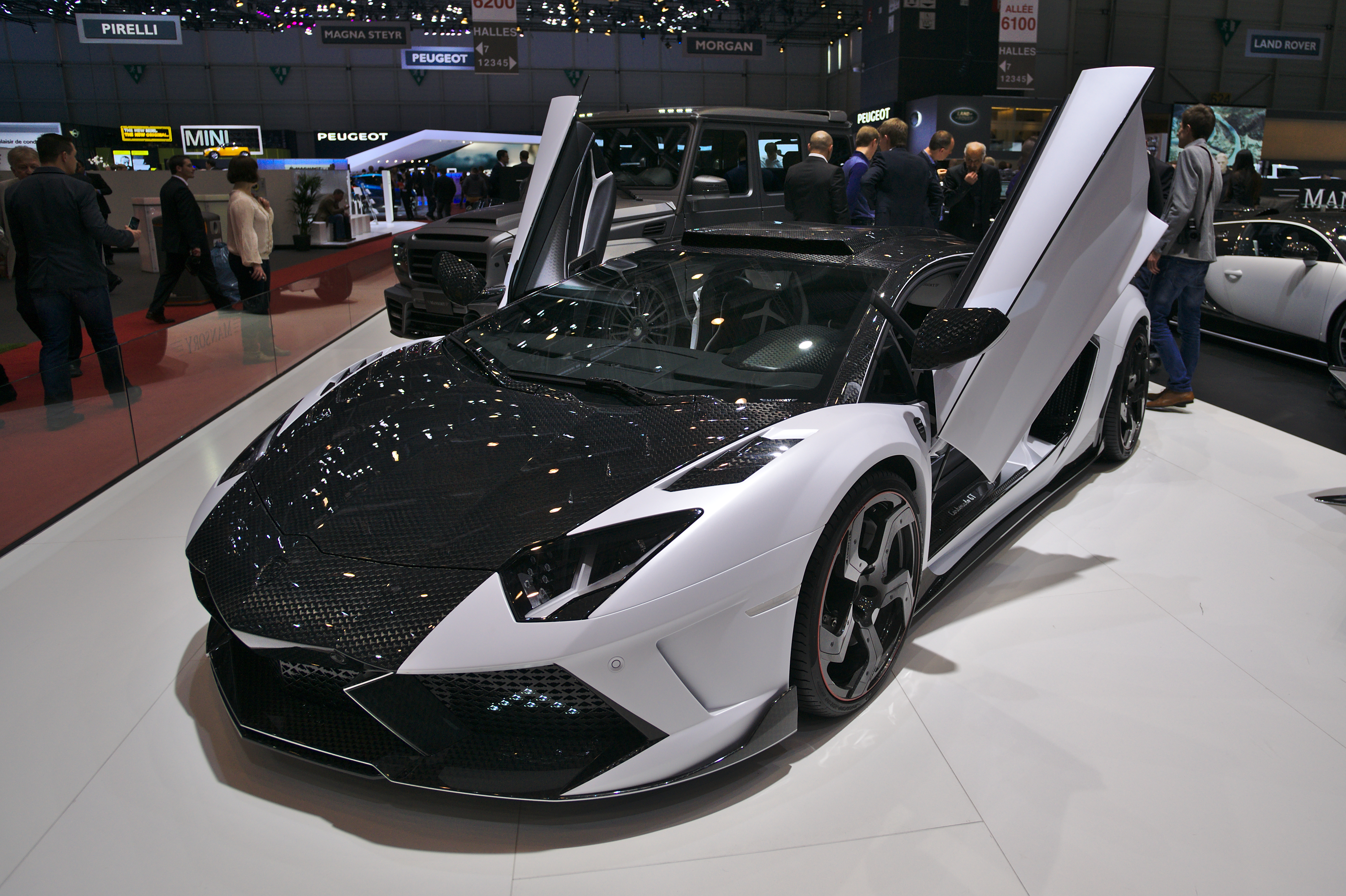
カーボナードGT
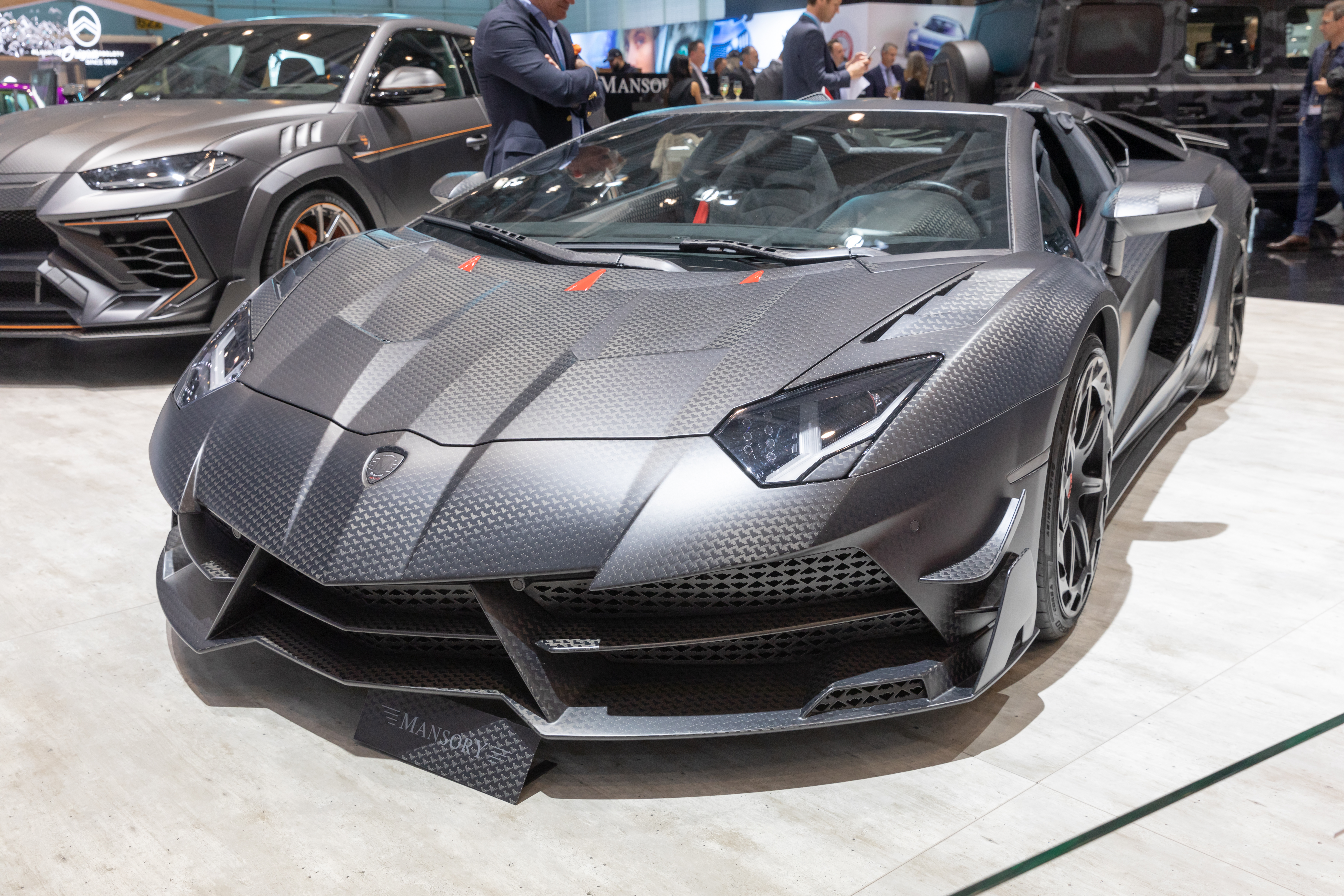
カーボナードEvo
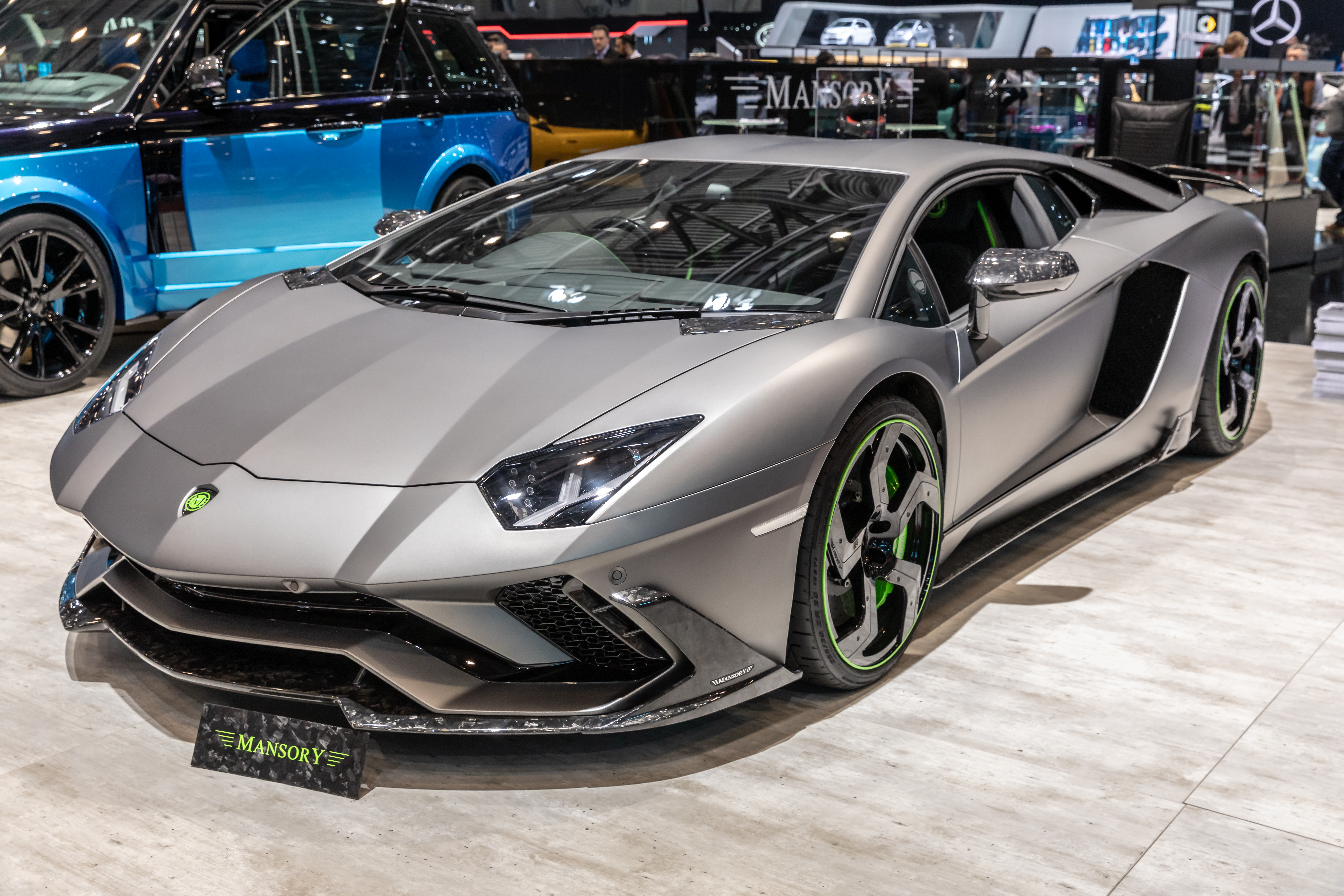
アヴェンタドールS
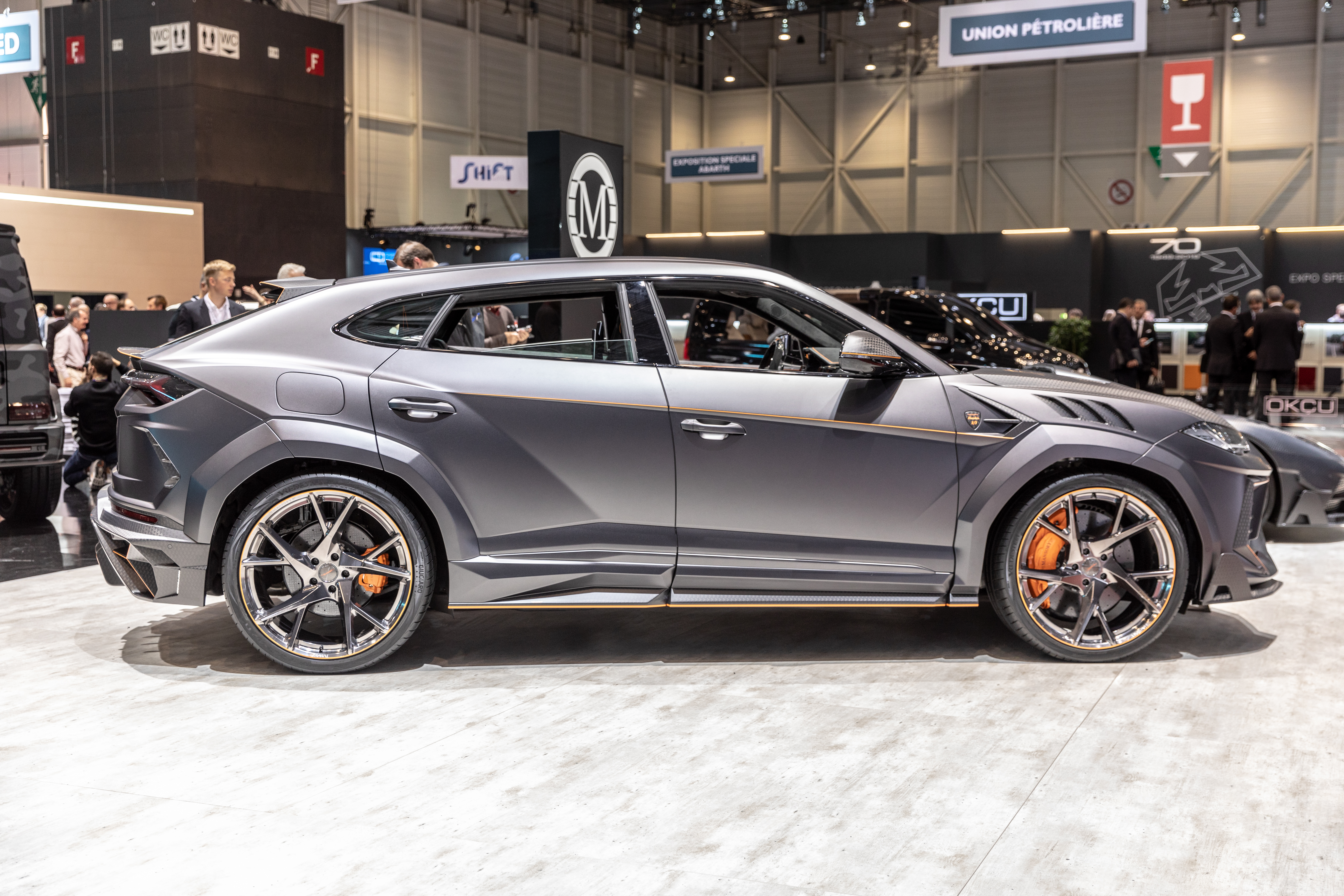
ヴェナトス
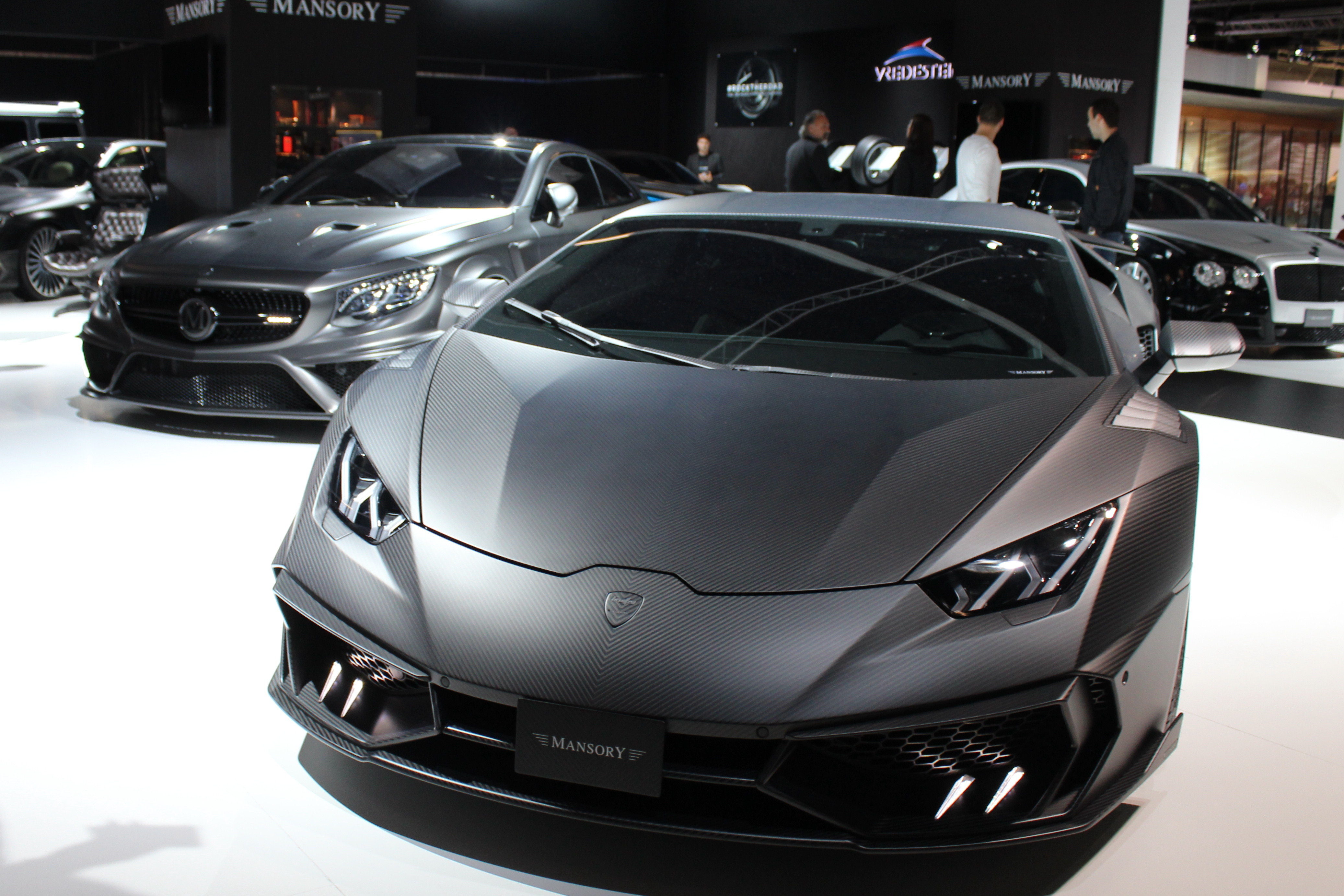
ウラカン
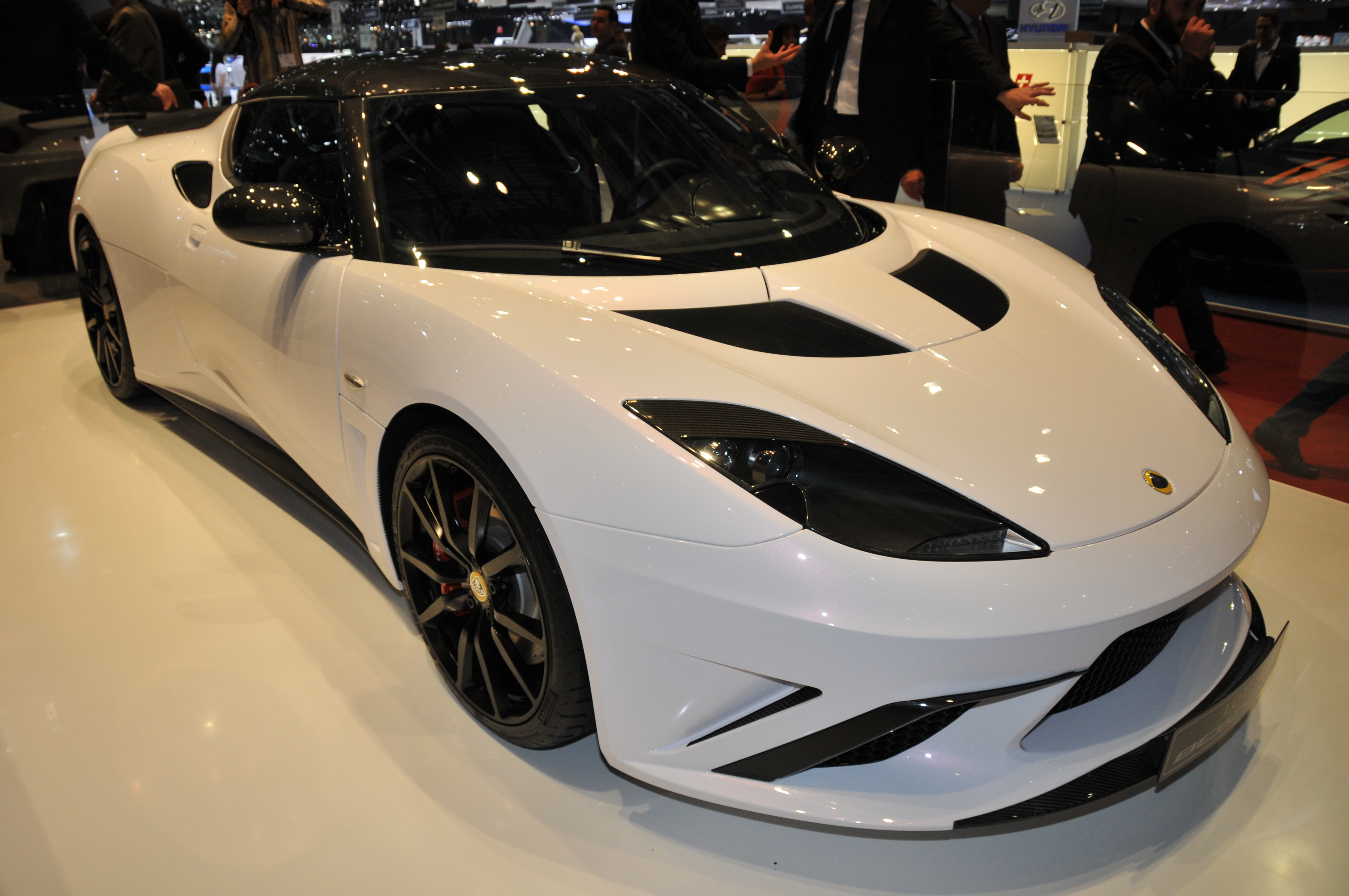
エヴォーラ
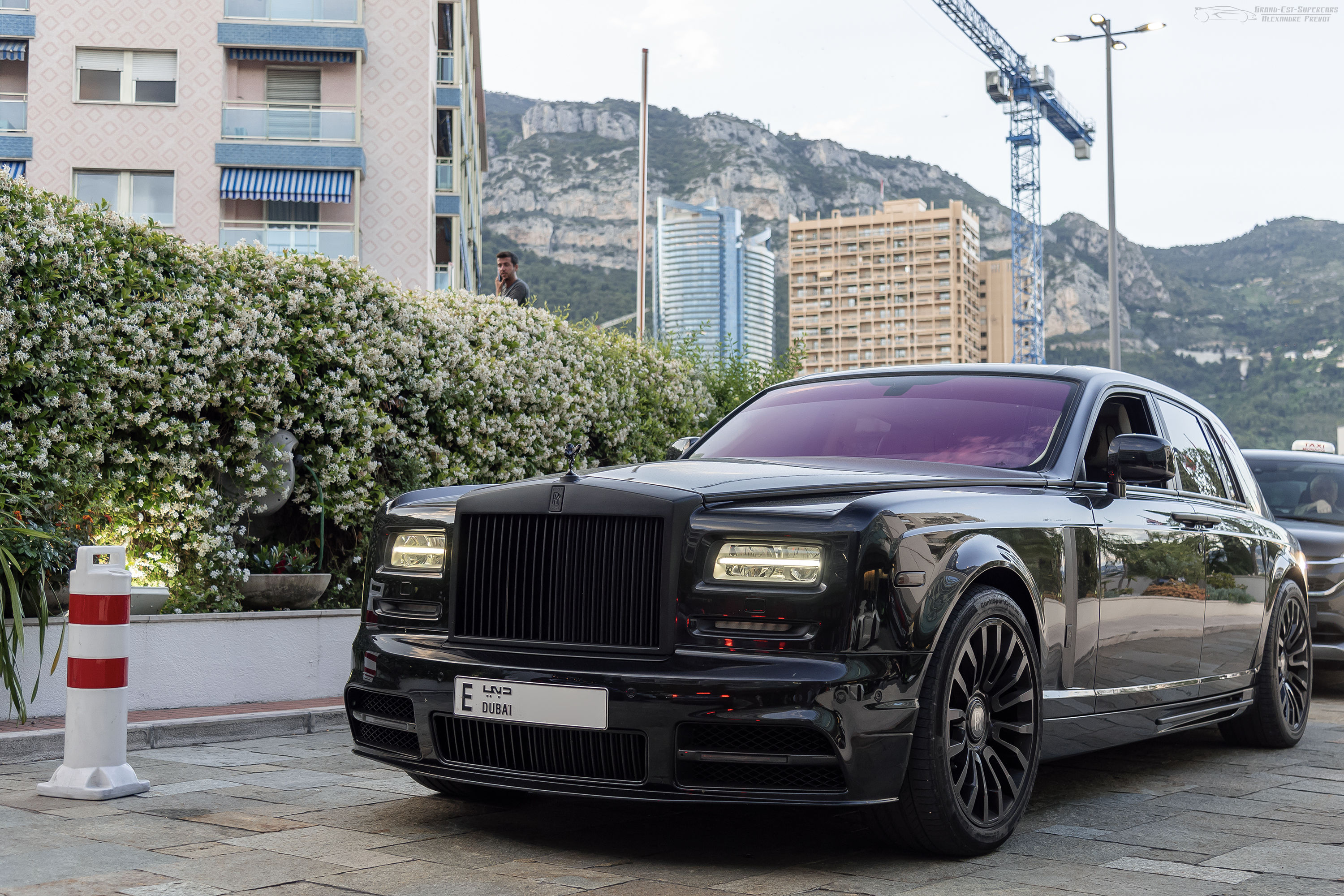
コンキスタドール
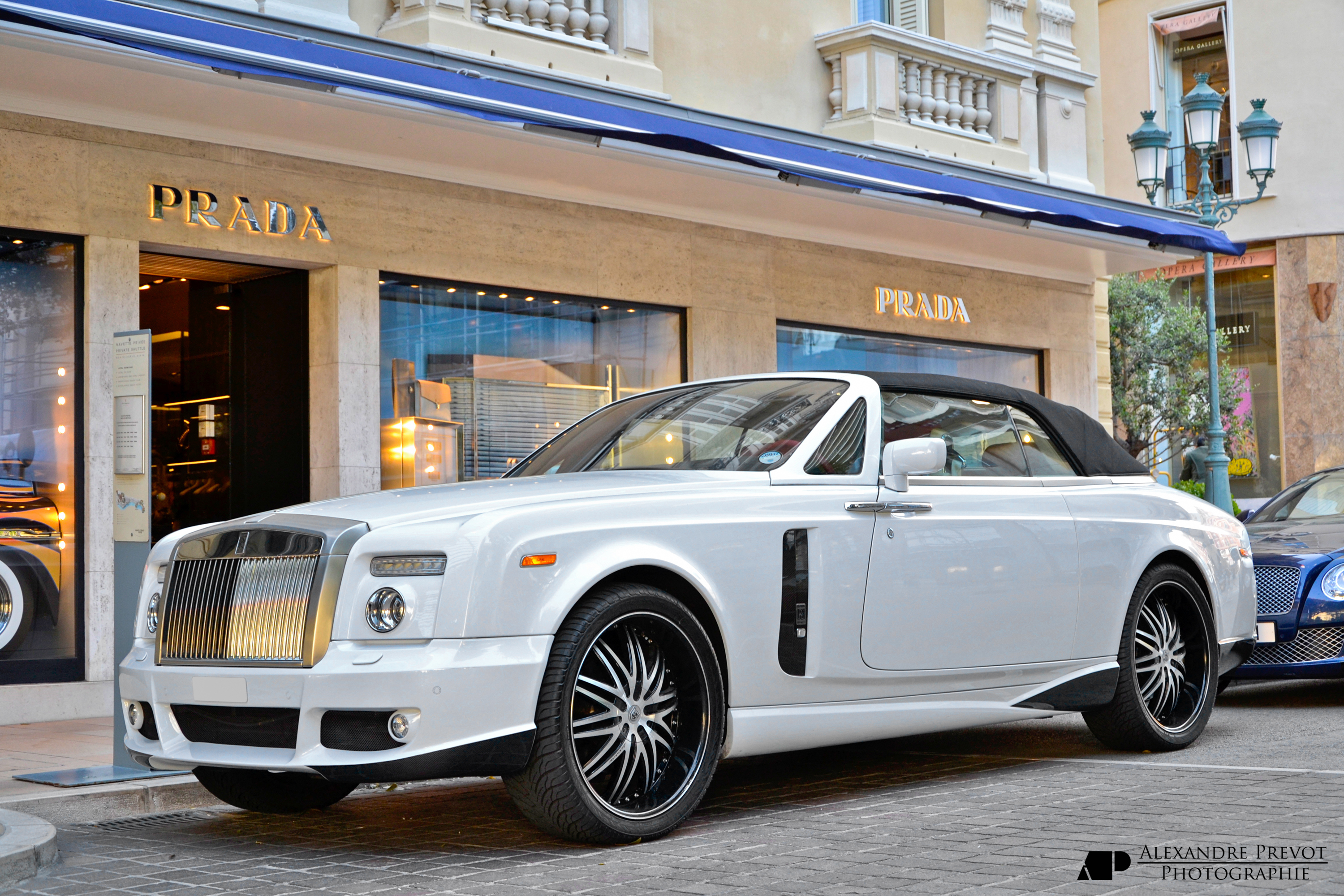
ベル・エア
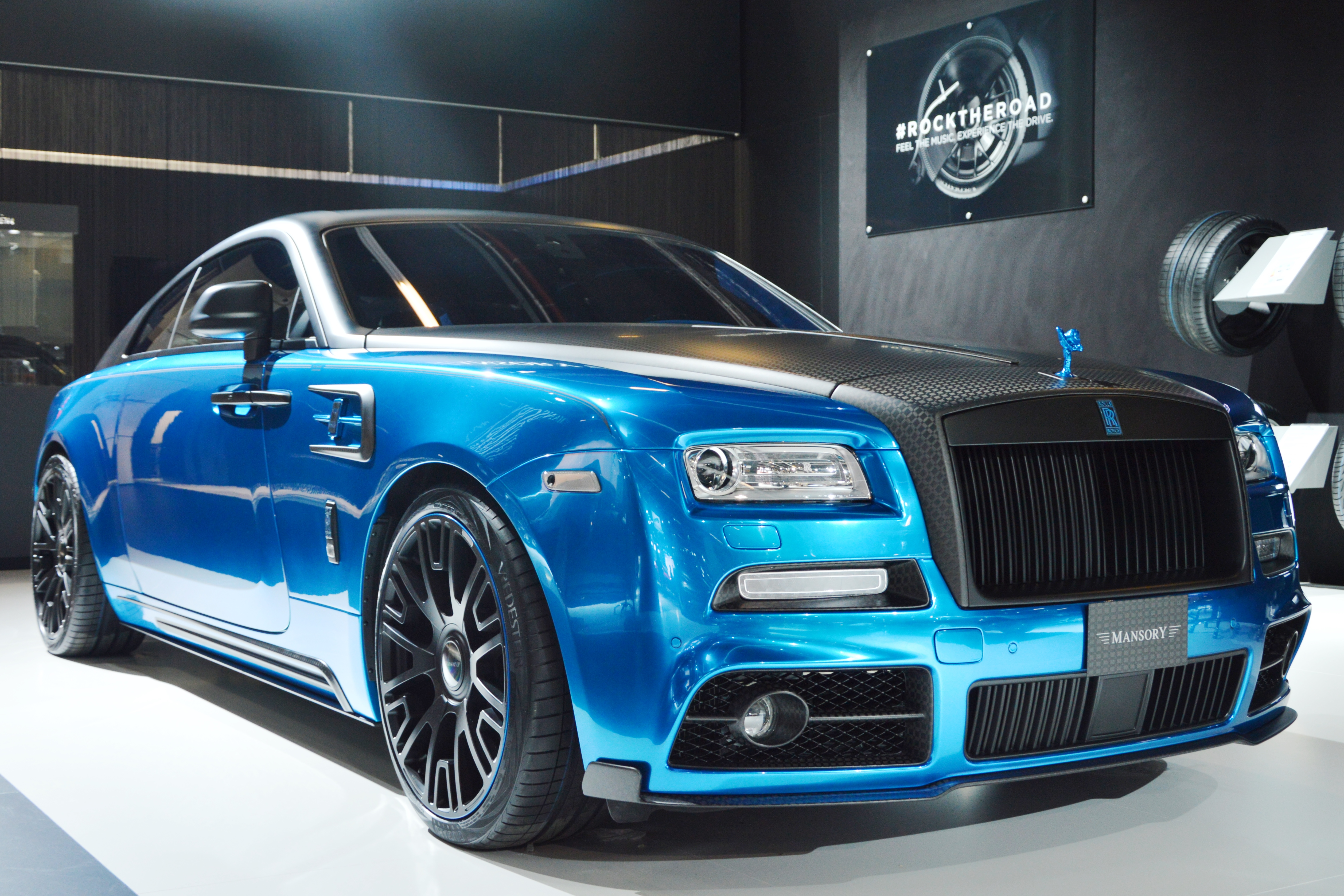
レイス
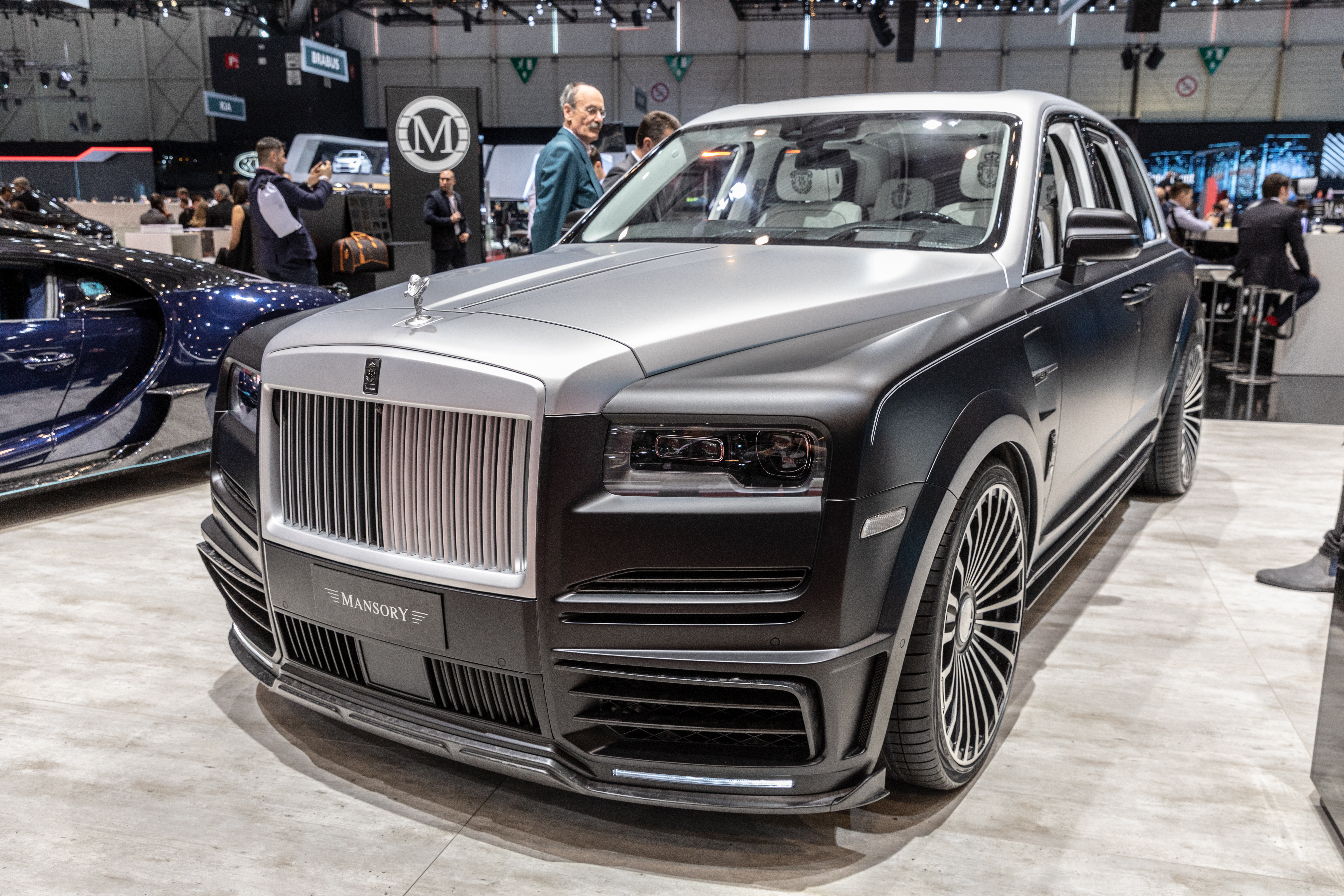
カリナン
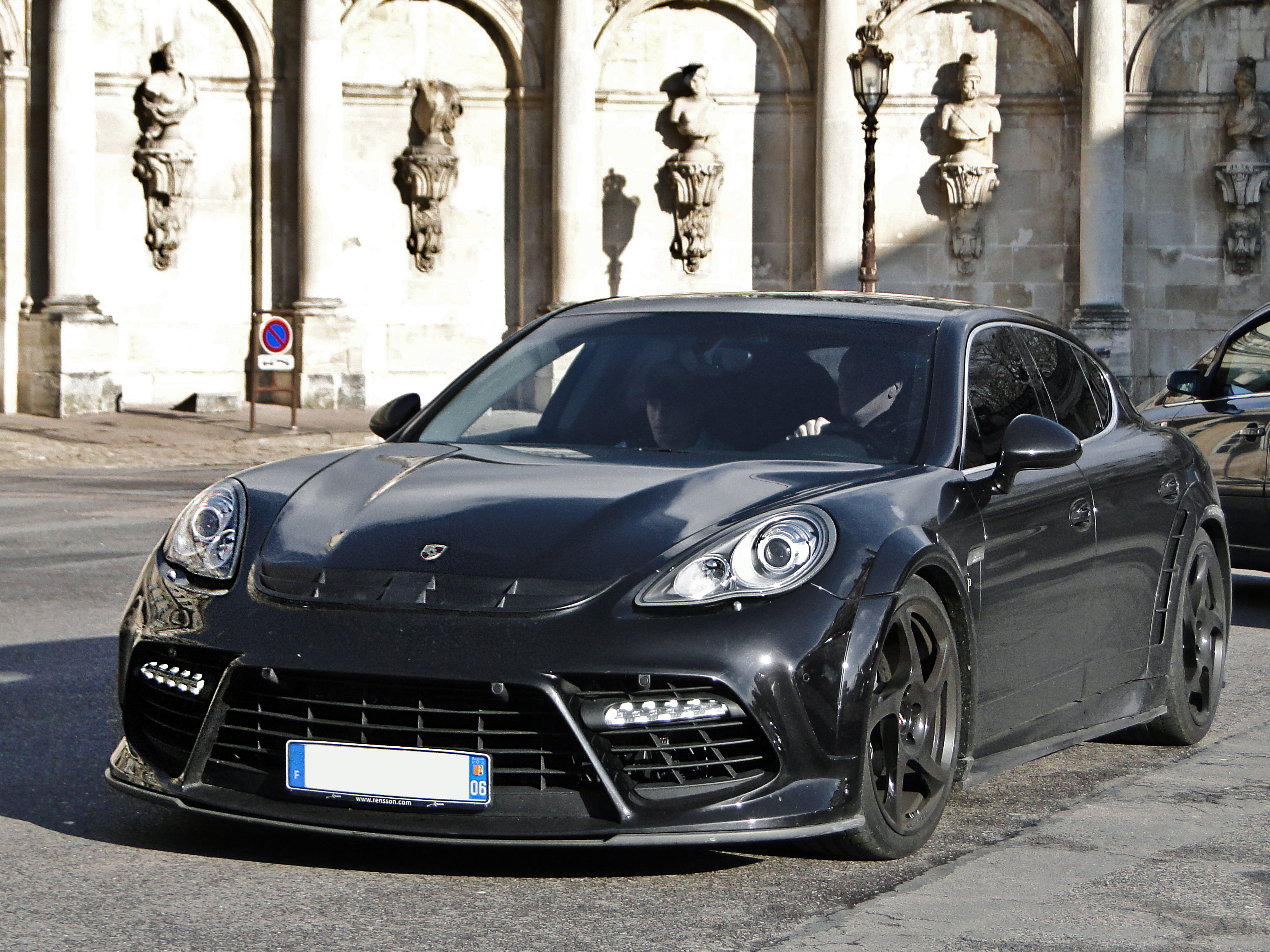
パナメーラ
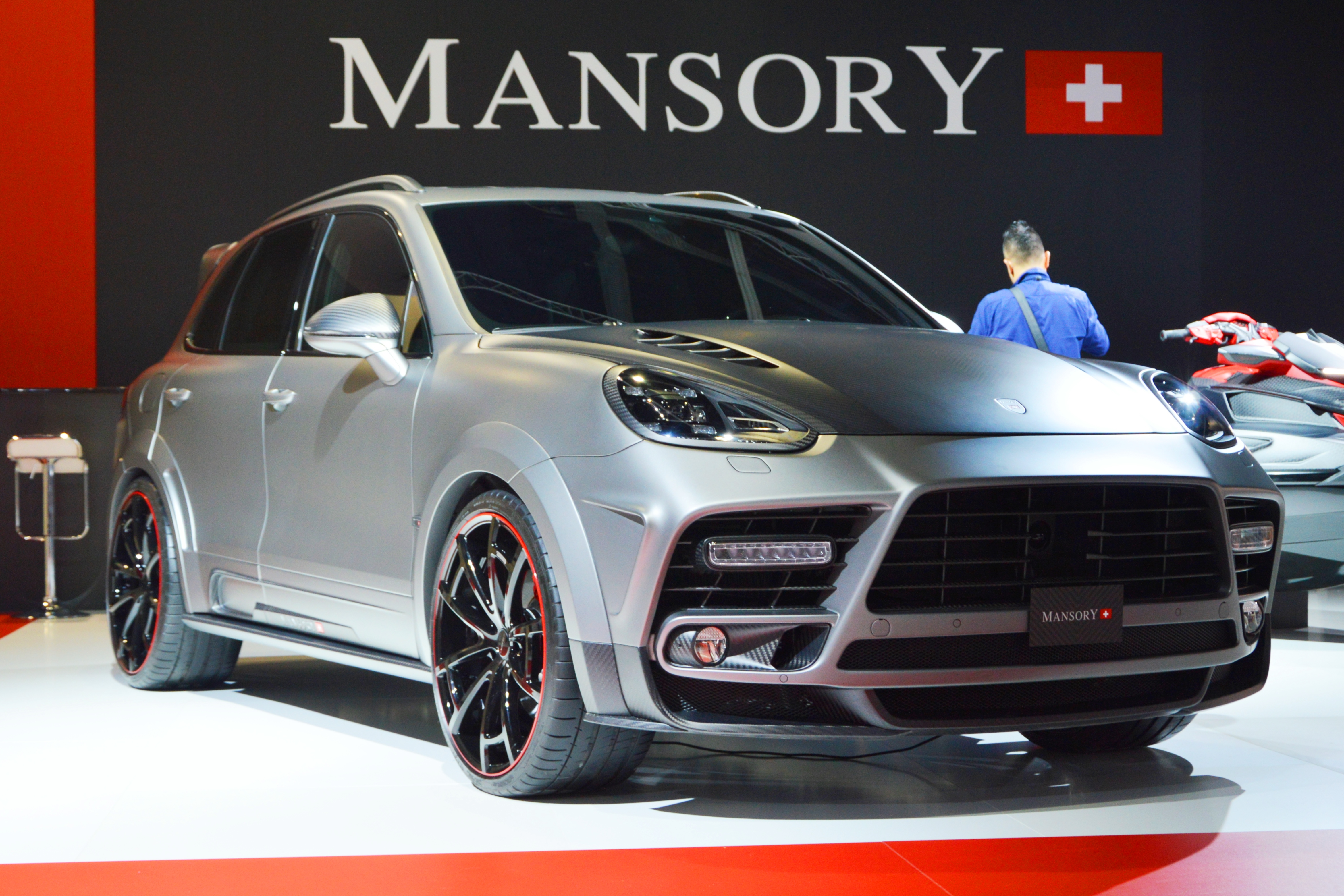
カイエン